# Список сосудистых растений, занесённых в Красную книгу Украины
В данный список включены 611 видов сосудистых растений, вошедших в последнее издание «Красной книги Украины» (2009). По сравнению с предыдущим изданием «Красной книги Украины» (1996), в новый список были включены новые 201 вид растений, а 21 вид был исключён.

## Список сосудистых растений, занесённых в «Красную книгу Украины»
В таблице приведены ареалы видов и их распространение на территории Украины, а также их охранный статус согласно «Красной книге Украины».
Отдельным цветом выделены:
 Новые виды, включённые в издание 2009 года.
| Иллюстрация                                                   | Название                                                  | Ареал вида на территории Украины | Охранный статус            | С.      |
| ------------------------------------------------------------- | --------------------------------------------------------- | --- | -------------------------- | ------- |
| Группа голосеменные (Gymnospérmae)                            |                                                           | |                            |         |
| Семейство кипарисовые (Cupressáceae)                          |                                                           | |                            |         |
|                                                               | Можжевельник вонючий (Juniperus foetidissima)             | Центральная часть главной гряды Крымских гор (гора Чёрная, склоны хребтов Синаб-Даг и Инжир-Сырт). | Редкий                     | [ 3 ]   |
|                                                               | Можжевельник высокий (Juniperus excelsa)                  | Южный берег Крыма (от мыса Айя до Кара-Дага) и Байдарская долина | Уязвимый                   | [ 4 ]   |
| Семейство сосновые (Pináceae)                                 |                                                           | |                            |         |
|                                                               | Лиственница польская (Larix polonica)                     | Карпаты — Горганы и Черногора. В начале XX века вид был известен также и в Бескидах, но на сегодняшний день вид там не сохранился | Исчезающий                 | [ 5 ]   |
|                                                               | Сосна кедровая европейская (Pinus cembra)                 | Локально в виде полосы с северо-запада на юго-восток на водосборах в верховьях рек Свич, Ломница, Быстрица-Солотвинская, Быстрица-Надворнянская, от Брустурянки к Пруту | Уязвимый                   | [ 6 ]   |
|                                                               | Сосна меловая (Pinus cretacea)                            | По берегам реки Северский Донец в окрестностях сёл Богородичное и Лавренёвка Славянского района | Уязвимый                   | [ 7 ]   |
|                                                               | Сосна Станкевича (Pinus stankewiczii)                     | Южный берег Крыма (мыс Айя — урочища Аязьма, Батилиман, Ласпи, и около Судака — гора Сокол, урочище Новый Свет) | Уязвимый                   | [ 8 ]   |
| Семейство тисовые (Taxáceae)                                  |                                                           | |                            |         |
|                                                               | Тис ягодный (Taxus baccata)                               | Карпаты (Предкарпатье, Закарпатье), горный Крым | Уязвимый                   | [ 9 ]   |
| Группа папоротникообразные (Pteridophyta)                     |                                                           | |                            |         |
| Семейство адиантовые (Adiantaceae)                            |                                                           | |                            |         |
|                                                               | Адиантум венерин волос (Adiantum capillus-veneris)        | Южный берег Крыма: Мисхор, Ялта, водопады Учан-Су и Джур-Джур, вершины гор: Ай-Петри, Яузлар, Явлуз, Кастель | Исчезающий                 | [ 10 ]  |
| Семейство вудсиевые (Woodsiaceae)                             |                                                           | |                            |         |
|                                                               | Вудсия альпийская (Woodsia alpina)                        | Единичные местоположения в Карпатах и Приазовской возвышенности («Каменные могилы»). Местонахождение на Полесье (Житомир) не подтверждено, возможно, приводится по ошибке | Исчезающий                 | [ 11 ]  |
|                                                               | Вудсия эльбская (Woodsia ilvensis)                        | Единичные местонахождения в Карпатах и центральном Полесье | Исчезающий                 | [ 12 ]  |
| Семейство гемионитидовые (Hemionitidaceae)                    |                                                           | |                            |         |
|                                                               | Анограмма тонколистная (Anogramma leptophylla)            | Южный берег Крыма (горы Аю-Даг, Кастель), Керченский полуостров (к востоку от Золотого, Каралар) | Исчезающий                 | [ 13 ]  |
| Семейство костенцовые (Aspleniaceae)                          |                                                           | |                            |         |
|                                                               | Костенец Билло (Asplenium billotii)                       | Южный берег Крыма (горы Аю-Даг, Кастель) | Исчезающий                 | [ 14 ]  |
|                                                               | Костенец Хефлера (Asplenium x heufleri)                   | Растёт на Донецком кряже (река Миус около села Новопавловка Луганской области), в отделении «Каменные могилы» Украинского степного природного заповедника, по реках Кальмиус (Мирновский район) и Кальчик (Никольский район, Донецкая область) | Исчезающий                 | [ 15 ]  |
|                                                               | Костенец чёрный (Asplenium adiantum-nigrum)               | Редко встречается в Крыму, известны четыре локалитета на Закарпатье и один на Подолье | Редкий                     | [ 16 ]  |
| Семейство марсилиевые (Marsileaceae)                          |                                                           | |                            |         |
|                                                               | Марсилия четырёхлистная (Marsilea quadrifolia)            | Закарпатье (бассейн реки Латорица), Западное Полесье (Шацкие озёра), на реках Днестр (Залещики, Тернопольская область), Дунай (Придунайские озёра) | Уязвимый                   | [ 17 ]  |
|                                                               | Пилюльница шариконосная (Pilularia globulifera)           | В западных районах степной зоны | Исчезающий                 | [ 18 ]  |
| Семейство сальвиниевые (Salviniaceae)                         |                                                           | |                            |         |
|                                                               | Сальвиния плавающая (Salvinia natans)                     | Встречается в водоёмах долин рек Днепр, Десна, Северский Донец, Южный Буг, Днестр, Дунай, Уж, Латорица, Боржава, устьевых областях рек, искусственных водохранилищах Днепровского каскада, прудах лесостепи и степи | Неоценённый                | [ 19 ]  |
| Семейство синоптерисовые (Sinopteridaceae)                    |                                                           | |                            |         |
| Изображение (недоступная ссылка) краекучника орлякового       | Краекучник орляковый (Cheilanthes acrosticha)             | Известен в одном местонахождении на юго-западном склоне горы Аю-Даг | Исчезающий                 | [ 20 ]  |
| Изображение (недоступная ссылка) краекучника персидского      | Краекучник персидский (Cheilanthes persica)               | Известны два локалитета — Яузларский (на известняках) около Ялты и Вороновский (на конгломератах), также найден в урочище Хама около села Ворон Судакского района | Исчезающий                 | [ 21 ]  |
| Изображение (недоступная ссылка) ложнопокровницы марантовой   | Ложнопокровница марантовая (Notholaena marantae)          | Южный берег Крыма (гора Аю-Даг, массив Чатыр-Даг, вблизи пгт Новый Свет, массив Кара-Даг) | Исчезающий                 | [ 22 ]  |
| Семейство ужовниковые (Ophioglossāceae)                       |                                                           | |                            |         |
|                                                               | Гроздовник виргинский (Botrychium virginianum)            | На юге Подолья (окрестности села Сасов, Золочевского района, Львовской области), на Хотинской возвышенности (окрестности сёл Грознинцы, Колинковцы, Зарожаны, Рашков, Блищадь Хотинского района Черновицкой области). По литературным и старым гербарным материалам известен в окрестностях Харькова, Киева, Славуты, а также города Репки Черниговской области | Исчезающий                 | [ 23 ]  |
|                                                               | Гроздовник многораздельный (Botrychium multifidum)        | Спорадически встречается в Карпатах, Полесье, лесостепи | Редкий                     | [ 24 ]  |
|                                                               | Гроздовник полулунный (Botrychium lunaria)                | Растёт в лесной, реже лесостепной зонах на равнине, в Украинских Карпатах и в Крымских горах | Уязвимый                   | [ 25 ]  |
|                                                               | Гроздовник ромашколистный (Botrychium matricariifolium)   | Распространён на Закарпатье (низменность реки Тиса), в Карпатах (лесной пояс Черногоры, Свидовца и Чивчин), на северо-западе Подолья (Колтовская котловина), на Среднем Приднепровье | Исчезающий                 | [ 26 ]  |
| Семейство Фисциевые (Physciaceae)                             |                                                           | |                            |         |
| Изображение (недоступная ссылка) гетеродермии прекрасной      | Гетеродермия прекрасная (Heterodermia speciosa)           | Украинские Карпаты, Прикарпатье. На южном берегу Крыма находили в XIX — нач. XX веках | Редкий                     | [ 27 ]  |
| Изображение (недоступная ссылка) торнабеи шитоподобной        | Торнабея шитоподобная (Tornabea scutellifera)             | Горный Крым, южный берег Крыма | Редкий                     | [ 28 ]  |
| Семейство Цератоптериевые (Ceratopteridaceae)                 |                                                           | |                            |         |
|                                                               | Пузырник альпийский (Cystopteris alpina)                  | Карпаты, Свидовец (Апшинец), Чивчины (горная долина Прелучная) | Редкий                     | [ 29 ]  |
|                                                               | Пузырник горный (Cystopteris montana)                     | Карпаты: Черногора, Чивчины (Чивчин, Мокринов Камень, Чёрный Дол) | Редкий                     | [ 30 ]  |
| Изображение (недоступная ссылка) пузырника судетского         | Пузырник судетский (Cystopteris sudetica)                 | Карпаты (горные массивы Горганы, Черногора, Чивчино-Гринявские горы, Мармарош, Закарпатское предгорье), Ополье (изредка, дизъюнктивно) | Неоценённый                | [ 31 ]  |
| Отдел Плауновидные (Lycopodióphyta)                           |                                                           | |                            |         |
| Семейство Плауновые (Lycopodiáceae)                           |                                                           | |                            |         |
|                                                               | Дифазиаструм альпийский (Diphasiastrum alpinum)           | Высокогорный вид, имеющий дизъюнктивный ареал. | Редкий                     | [ 32 ]  |
| Изображение (недоступная ссылка) дифазиастрима Исслера        | Дифазиаструм Исслера (Diphasiastrum issleri)              | Встречается очень редко в Карпатах (Горганы). | Уязвимый                   | [ 33 ]  |
|                                                               | Дифазиаструм сплюснутый (Diphasiastrum complanatum)       | Карпаты, Расточье, Западное Подолье, Полесье | Редкий                     | [ 34 ]  |
|                                                               | Дифазиаструм трёхколосковый (Diphasiastrum tristachyum)   | Полесье (очень редко) | Исчезающий                 | [ 35 ]  |
|                                                               | Дифазиаструм Цайллера (Diphasiastrum zeilleri)            | Карпаты, Полесье, террасы рек лесостепи и степи | Уязвимый                   | [ 36 ]  |
|                                                               | Плаун годичный (Lycopodium annotinum)                     | Карпаты, Расточье, Волынское нагорье, Полесье, лесостепь (иногда) | Уязвимый на границе ареала | [ 37 ]  |
|                                                               | Плаунок заливаемый (Lycopodiélla inundáta)                | Карпаты, Полесье, террасы рек лесостепи и степи | Уязвимый                   | [ 38 ]  |
| Семейство Селагинелловые (Selaginellaceae)                    |                                                           | |                            |         |
|                                                               | Плаунок плауновидный (Selaginella selaginoides)           | Карпаты (хребты Черногора, Свидовец, Горганы, Мармаросские Альпы) | Уязвимый                   | [ 39 ]  |
|                                                               | Плаунчик швейцарский (Lycopodioides helveticum)           | Украинские Карпаты, Вигорлат-Гутинский хребет, северный склон Гутинского хребта на левом берегу реки Тиса вблизи с. Веряца Виноградовского района на Закарпатье | Исчезнувший в природе      | [ 40 ]  |
| Семейство Полушниковые (Isoёtaceae)                           |                                                           | |                            |         |
|                                                               | Полушник озёрный (Isoëtes lacustris)                      | Встречается в Западном Полесье | Уязвимый                   | [ 41 ]  |
| Семейство Баранцовые (Huperziaceae)                           |                                                           | |                            |         |
|                                                               | Баранец обыкновенный (Huperzia selago)                    | Карпаты (конечно), Расточье-Ополье, на Полесье (изредка) | Неоценённый                | [ 42 ]  |
| Отдел Покрытосеменные (Magnoliophyta)                         |                                                           | |                            |         |
| Класс Двудольные (Dicotylédones)                              |                                                           | |                            |         |
| Семейство Аралиевые (Araliáceae)                              |                                                           | |                            |         |
|                                                               | Щитолистник обыкновенный (Hydrocotyle vulgaris)           | В бассейне Западного Буга (верховья: Каменско-Бугский район и Сокальский район Львовской области) и в Западном Полесье. Восточная граница распространения на Украине по линии Бучин — Любешов — Седлище, хотя вид зафиксирован в Беларуси на границе с Полесским ПЗ                                                                                             | Редкий                     | [ 43 ]  |
| Семейство Астровые (Asteráceae)                               |                                                           | |                            |         |
|                                                               | Астра альпийская (Aster alpinus)                          | Карпаты (Свидовец, Мармарош, Черногора и Чивчины) | Редкий                     | [ 44 ]  |
|                                                               | Бодяк разнолистный (Cirsium heterophyllum)                | Известен лишь в нескольких различных локалитетах на Левобережье и в Карпатах | Недостаточно известен      | [ 45 ]  |
|                                                               | Бузульник сибирский (Ligularia sibirica)                  | Карпаты и Малое Полесье | Уязвимый                   | [ 46 ]  |
| Изображение (недоступная ссылка) бузульника сизого            | Бузульник сизый (Ligularia glauca)                        | Очень редко на Приднестровье и Покутье. Есть указания для Черновицкой, Львовской и Закарпатской областей, но они не подтверждены гербарными сборами | Исчезающий                 | [ 47 ]  |
|                                                               | Василёк бело-жемчужный (Centaurea margarita-alba)         | Нижнее Побужье | Исчезающий                 | [ 48 ]  |
| Изображение (недоступная ссылка) василька Ванькова            | Василёк Ванькова (Centaurea vankovii)                     | Западная часть Горного Крыма: массивы Ай-Петри, горы Кошка, Аю-Даг, Бабуган, Демерджи и их отроги | Неоценённый                | [ 49 ]  |
| Изображение (недоступная ссылка) василька донецкого           | Василёк донецкий (Centaurea donetzica)                    | Узкий эндемик в среднем течении Северского Донца | Уязвимый                   | [ 50 ]  |
| Изображение (недоступная ссылка) василька жемчужного          | Василёк жемчужный (Centaurea margaritacea)                | Нижнее Побужье. Единственный на сегодня локалитет обнаружен на левом берегу реки Ингул в окрестностях c. Мешково-Погорелово Витовского района Николаевской области | Исчезающий                 | [ 51 ]  |
|                                                               | Василёк иволистный (Centaurea salicifolia)                | Донецкий кряж | Исчезающий                 | [ 52 ]  |
| Изображение (недоступная ссылка) василька козьего             | Василёк козий (Centaurea caprina)                         | Западный Крым (от Тарханкута до Севастополя), горный Крым, предгорья, южный берег (от Балаклавы до Коктебеля) | Неоценённый                | [ 53 ]  |
| Изображение (недоступная ссылка) василька Компера             | Василёк Компера (Centaurea comperiana)                    | Запад южного берега Крыма от пгт Симеиз до мыса Айя, а также в Байдарской долине в окрестностях с. Родниковское | Уязвимый                   | [ 54 ]  |
| Изображение (недоступная ссылка) василька Конки               | Василёк Конки (Centaurea konkae)                          | Причерноморье. Левобережная степь (Запорожская область, Васильевский район, острова Каховского моря — Большие Кучугуры, напротив села Плавни-Каменское; Днепропетровская область, Петропавловский район, около пгт Куриловка) | Исчезающий                 | [ 55 ]  |
| Изображение (недоступная ссылка) василька короткоголового     | Василёк короткоголовый (Centaurea breviceps)              | В границах Нижнеднепровских (Олешковских) песков — Каховская, Казачье-Лагерская, Чалбаская, Олешковская, Збурьевская, Ивановская арены и Кинбурнский полуостров. Левый берег реки Днепр от Каховки до Чёрного моря. Иногда заходит в пойму реки, в частности, известен на Карантинном острове в Херсоне                                                         | Уязвимый                   | [ 56 ]  |
| Изображение (недоступная ссылка) василька крупнопридаткового  | Василёк крупнопридатковый (Centaurea appendicata)         | Причерноморье. Правобережная степь (Запорожская область, Запорожский район, между сёлами Разумовка и Беленькое) | Исчезающий                 | [ 57 ]  |
| Изображение василька ложнобелочешуйчатого                     | Василёк ложнобелочешуйчатый (Centaurea pseudoleucolepis)  | Приазовская возвышенность | Редкий                     | [ 58 ]  |
| Изображение (недоступная ссылка) василька Пачаского           | Василёк Пачоского (Centaurea paczoskii)                   | Низовье Ингульца: по левому берегу в окрестностях сёл Заповит и Новогреднево (Херсонская область), на правом берегу — при впадении реки Висунь в окрестностях села Яковлевка (Николаевская область) | Исчезающий                 | [ 59 ]  |
| Изображение (недоступная ссылка) василька первичногерберова   | Василёк первичногерберов (Centaurea protogerberi)         | Левый берег Северского Донца (в Кременском и Станично-Луганском районах Луганской области) | Исчезающий                 | [ 60 ]  |
| Изображение (недоступная ссылка) василька первичножемчужного  | Василёк первичножемчужный (Centaurea protomargaritacea)   | Левый берег Бугского лимана между Ожарской и Кривой косами, лесные урочища «Балабановка» и «Галициновка» (Витовский район Николаевской области) | Исчезающий                 | [ 61 ]  |
| Изображение (недоступная ссылка) василька полузаконного       | Василёк полузаконный (Centaurea semijusta)                | Горный Крым (на горе Чатыр-Даг) | Недостаточно известен      | [ 62 ]  |
| Изображение (недоступная ссылка) василька Сарандинаки         | Василёк Сарандинаки (Centaurea sarandinakiae)             | Восток южного берега Крыма от села Приветное до пгт Коктебель (преимущественно на массиве Кара-Даг), а также около города Старый Крым (гора Агармыш) | Уязвимый                   | [ 63 ]  |
| Изображение (недоступная ссылка) василька Стевена             | Василёк Стевена (Centaurea steveniana)                    | Северо-западный Крым (от Евпатории до Севастополя), южное побережье от Балаклавы до Коктебеля | Неоценённый                | [ 64 ]  |
| Изображение (недоступная ссылка) василька Талиева             | Василёк Талиева (Centaurea taliewii)                      | Левобережная степь и степной Крым | Уязвимый                   | [ 65 ]  |
| Изображение (недоступная ссылка) дороникума венгерского       | Дороникум венгерский (Doronicum hungaricum)               | Достоверно известен в Закарпатье (около города Виноградов, Чёрная Гора) и северо-западном Причерноморье (около села Жеребково Ананьевского района Одесской области). Локалитет около Каховки Херсонской области не подтверждён | Редкий                     | [ 66 ]  |
|                                                               | Дороникум штирийский (Doronicum stiriacum)                | Юго-восточная часть хребта Черногора на склонах гор Шпицы, Ребра, Гутин, Бребенескуль, Мунчель и Поп-Иван | Редкий                     | [ 67 ]  |
| Изображение (недоступная ссылка) клазеи донецкой              | Клазея донецкая (Klasea donetzica)                        | Бассейн Северского Донца и Самары | Редкий                     | [ 68 ]  |
| Изображение (недоступная ссылка) клазеи донской               | Клазея донская (Klasea tanaitica)                         | На крайнем востоке в бассейне реки Камышной | Редкий                     | [ 69 ]  |
|                                                               | Козелец австрийский (Scorzonera austriaca)                | Очень редко на Донецком кряже, в Приазовье, в долинах Северского Донца и Днепра (село Бабайковка Царичанского района) | Исчезающий                 | [ 70 ]  |
| Изображение (недоступная ссылка) козлобородника донецкого     | Козлобородник донецкий (Tragopogon donetzicus)            | Бассейн Северского Донца | Неоценённый                | [ 71 ]  |
| Изображение (недоступная ссылка) колючника осотовидного       | Колючник осотовидный (Carlina cirsioides)                 | Спорадически встречается в южной части Полесья и на Подолье | Уязвимый                   | [ 72 ]  |
|                                                               | Колючник татарниколистный (Carlina onopordifolia)         | Гологоро-Кременецкий кряж, Ополье, Волынская возвышенность. Указания для Волынской, Одесской и Сумской областей сомнительны | Уязвимый                   | [ 73 ]  |
|                                                               | Кошачья лапка карпатская (Antennaria carpatica)           | Свидовец и Мармарош | Редкий                     | [ 74 ]  |
| Изображение (недоступная ссылка) крестовника Бессера          | Крестовник Бессера (Senecio besserianus)                  | Три локалитета: два в пределах Гологоро-Кременецкого кряжа и один на Ополье. Имеющиеся в литературе указания для Волынской области сомнительны | Уязвимый                   | [ 75 ]  |
| Изображение (недоступная ссылка) крестовника карпатского      | Крестовник карпатский (Senecio carpathicus)               | Карпаты: Черногора на склонах гор Петрос, Шпицы, Ребра, Гутин Томнатек, Бребенескуль, Поп-Иван и в Чивчинских горах на горе Чивчин | Редкий                     | [ 76 ]  |
| Изображение (недоступная ссылка) крестовника крымского        | Крестовник крымский (Senecio tauricus)                    | Главная гряда Крымских гор (Никитская и Бабуган яйлы) | Редкий                     | [ 77 ]  |
| Изображение (недоступная ссылка) лагозериса пурпурного        | Лагозерис пурпурный (Lagoseris purpurea)                  | В горах и предгорьях Крыма | Уязвимый                   | [ 78 ]  |
| Изображение (недоступная ссылка) лейкантемеллы осенней        | Лейкантемелла осенняя (Leucanthemella serotina)           | Закарпатская низменность в пойме реки Латорица (от с. Драгиня к государственной границе), вдоль стариц реки Тиса в окрестностях г. Чоп, в дельте Дуная. Указывается для Полесья (Киевская область, с. Полесское, берег реки Уж) | Исчезающий                 | [ 79 ]  |
|                                                               | Мелколепестник альпийский (Erigeron alpinus)              | Очень редко в Карпатах на хребтах Свидовец (склоны гор Близница-Драгобрат, Герешаска, Ребра), Черногора (гора Данцер), Чивчины (горы Чивчин, Прелуки) и Мармарошские Альпы (горы Ненеска, Поп-Иван) | Редкий                     | [ 80 ]  |
| Изображение (недоступная ссылка) мелколепестника железистого  | Мелколепестник железистый (Erigeron atticus)              | Гора Данцир в Черногоре | Исчезающий                 | [ 81 ]  |
|                                                               | Мордовник возвышенный (Echinops exaltatus)                | Прикарпатье и Покутье. Приводится также для Закарпатья (г. Хуст) и Львовщины (г. Дрогобыч) | Неоценённый                | [ 82 ]  |
| Изображение (недоступная ссылка) наголоватки Талиева          | Наголоватка Талиева (Jurinea talievii)                    | Бассейн реки Северский Донец (по рекам Красная, Айдар, Деркул, Камышная) | Недостаточно известен      | [ 83 ]  |
| Изображение (недоступная ссылка) полыни беловойлочной         | Полынь беловойлочная (Artemisia hololeuca)                | Левобережная степь, бассейн рек Северский Донец и Крынка | Неоценённый                | [ 84 ]  |
| Изображение (недоступная ссылка) полыни Дзевановского         | Полынь Дзевановского (Artemisia dzevanovskyi)             | Крым. Тарханкутский полуостров | Неоценённый                | [ 85 ]  |
| Изображение (недоступная ссылка) пупавки карпатской           | Пупавка карпатская (Anthemis carpatica)                   | Мармарошский массив (гора Поп-Иван) | Исчезающий                 | [ 86 ]  |
|                                                               | Скерда Жакена (Crepis jacquinii)                          | Чивчинские горы (гора Большой Камень на хребте Чёрный Дол) | Редкий                     | [ 87 ]  |
| Изображение (недоступная ссылка) соссюреи альпийской          | Соссюрея альпийская (Saussurea alpina)                    | Очень редко случается в Украинских Карпатах: Черногора (вершины и склоны гор Петрос, Шпицы, Гутин Томнатек, Бребенескул) и Свидовице (гора Комын) | Редкий                     | [ 88 ]  |
| Изображение (недоступная ссылка) соссюреи Порциуса            | Соссюрея Порциуса (Saussurea porcii)                      | Черногора (горная долина Рогнеска, урочище Примаратик), верховья Белого и Чёрного Черемоша (гора Гнетеса, горная долина Глистоватая между полонинами Глистовата и Прелуки) | Редкий                     | [ 89 ]  |
| Изображение (недоступная ссылка) соссюреи разноцветной        | Соссюрея разноцветная (Saussurea discolor)                | Украинские Карпаты (вершина горы Большой Камень на хребте Чёрный Дол в Чивчинах) | Исчезающий                 | [ 90 ]  |
|                                                               | Тысячелистник голый (Achillea glaberrima)                 | Приазовская возвышенность. Только в пределах отделения «Каменные могилы» Украинского степного природного заповедника | Редкий                     | [ 91 ]  |
| Изображение (недоступная ссылка) чертополоха холмового        | Чертополох холмовый (Carduus collinus)                    | Южный склон останцового вулканического купола, гора близ города Виноградова | Исчезающий                 | [ 92 ]  |
| Изображение (недоступная ссылка) чихотника тонколистного      | Чихотник тонколистный (Ptarmica tenuifolia)               | Карпаты: Свидовец (горы Близница, Флантус), Черногора (горы Петрос, Поп-Иван Черногорский), Мармарош (гора Поп-Иван Мармарошский) и Чивчины (гора Мокринов Камень) | Редкий                     | [ 93 ]  |
| Изображение (недоступная ссылка) чихотника языколистного      | Чихотник языколистный (Ptarmica lingulata)                | Изолированные местообитания на Свидовце, Черногоре и Мармарошских горах | Редкий                     | [ 94 ]  |
|                                                               | Эдельвейс альпийский (Leontopodium alpinum)               | Свидовец (горы Близница, Драгобрат, Герашаска и Ребра), Черногора (гора Шпицы), Мармарошские Альпы (гора Ненеска), Чивчины (гора Большой Камень) | Исчезающий                 | [ 95 ]  |
| Семейство Барбарисовые (Berberidáceae)                        |                                                           | |                            |         |
| Изображение (недоступная ссылка) голосемянника одесского      | Голосемянник одесский (Gymnospermium odessanum)           | Северо-западное Причерноморье | Уязвимый                   | [ 96 ]  |
| Семейство Берёзовые (Betulaceae)                              |                                                           | |                            |         |
| Изображение (недоступная ссылка) берёзы днепровской           | Берёза днепровская (Betula borysthenica)                  | Низовья Южного Буга, Днепра и по Северскому Донцу | Неоценённый                | [ 97 ]  |
| Изображение (недоступная ссылка) берёзы Клокова               | Берёза Клокова (Betula klokovii)                          | Северо-Западное Подолье: Кременецкие горы — останцовые горы Страховая, Маслятин, а также единичными растениями спорадически на других холмах массива | Исчезающий                 | [ 98 ]  |
|                                                               | Берёза низкая (Betula humilis)                            | Полесье, Расточье, Волынско-Подольская возвышенность | Уязвимый                   | [ 99 ]  |
| Изображение (недоступная ссылка) берёзы тёмной                | Берёза тёмная (Betula obscura)                            | Спорадически на Прикарпатье, Подолье, Полесье, в лесостепи | Редкий                     | [ 100 ] |
| Семейство Бересклетовые (Celastráceae)                        |                                                           | |                            |         |
|                                                               | Бересклет карликовый (Euonymus nana)                      | Подольская и Приднепровская возвышенности, горный Крым | Уязвимый                   | [ 101 ] |
| Семейство Бобовые (Fabáceae)                                  |                                                           | |                            |         |
|                                                               | Астрагал бесстебельный (Astragalus exscapus)              | Северо-западное Причерноморье | Редкий                     | [ 102 ] |
| Изображение (недоступная ссылка) астрагала днепровского       | Астрагал днепровский (Astragalus borysthenicus)           | Причерноморский литоральный вид Чёрного и Азовского морей и лиманов | Редкий                     | [ 103 ] |
| Изображение (недоступная ссылка) астрагала донского           | Астрагал донской (Astragalus tanaiticus)                  | Юго-восток Украины | Редкий                     | [ 104 ] |
| Изображение (недоступная ссылка) астрагала изогнутого         | Астрагал изогнутый (Astragalus reduncus)                  | Присивашье, Крым (степной, Керченский и Тарханкутский полуострова) | Исчезающий                 | [ 105 ] |
| Изображение (недоступная ссылка) астрагала Краины             | Астрагал Краины (Astragalus krajinae)                     | Свидовец (горы Драгобрат, Близнецы) и Мармарош (гора Ненеска) | Редкий                     | [ 106 ] |
| Изображение (недоступная ссылка) астрагала мелолюбивого       | Астрагал мелолюбивый (Astragalus cretophilus)             | Бассейн Северского Донца и его притоков в Луганской и Харьковской областях | Редкий                     | [ 107 ] |
|                                                               | Астрагал монпелийский (Astragalus monspessulanus)         | Среднее Приднестровье | Уязвимый                   | [ 108 ] |
| Изображение (недоступная ссылка) астрагала одесского          | Астрагал одесский (Astragalus odessanus)                  | Северное Причерноморье. Правобережная степь, западная часть левобережной злаковой степи | Редкий                     | [ 109 ] |
|                                                               | Астрагал песчаный (Astragalus arenarius)                  | Полесье, по боровой террасе Днепра заходит в лесостепь | Уязвимый                   | [ 110 ] |
| Изображение (недоступная ссылка) астрагала подобного          | Астрагал подобный (Astragalus similis)                    | Равнинный Крым (около города Саки), восточный горный Крым (Кара-Даг, около городов Коктебель и Феодосия) | Редкий                     | [ 111 ] |
| Изображение (недоступная ссылка) астрагала понтийского        | Астрагал понтийский (Astragalus ponticus)                 | Степная зона, западная и восточная части Южного берега Крыма. Изолированное местонахождение у села Устье Каменец-Подольского района Хмельницкой области в месте впадения реки Смотрич в Днестр | Уязвимый                   | [ 112 ] |
| Изображение (недоступная ссылка) астрагала сарептского        | Астрагал сарептский (Astragalus sareptanus)               | Юго-восточная Украина | Редкий                     | [ 113 ] |
| Изображение (недоступная ссылка) астрагала сизого             | Астрагал сизый (Astragalus glaucus)                       | Причерноморье (Одесская область) — очень редко, Крым — спорадически, местами часто (Тарханкутский полуостров) | Уязвимый                   | [ 114 ] |
| Изображение (недоступная ссылка) астрагала Хеннинга           | Астрагал Хеннинга (Astragalus henningii)                  | От Одессы до Тарханкутского и Керченского полуостровов | Редкий                     | [ 115 ] |
|                                                               | Астрагал Цингера (Astragalus zingeri)                     | Дизъюнктивный эксклав в селе Новосветловка Краснодонского района Луганской области | Исчезающий                 | [ 116 ] |
|                                                               | Астрагал шерстистоцветковый (Astragalus dasyanthus)       | Лесостепь и степь (полоса разнотравно-типчаково-ковыльных степей и северная часть полосы типчаково-ковыльных степей), Крым (редко) | Уязвимый                   | [ 117 ] |
| Изображение (недоступная ссылка) астрагала щетинистого        | Астрагал щетинистый (Astragalus setosulus)                | Горный Крым. Главная гряда Крымских гор: массивы Айя, Демерджи, Свидание, Меганом | Исчезающий                 | [ 118 ] |
|                                                               | Астрагал яичкоплодный (Astragalus testiculatus)           | Достоверно известен лишь в Луганской и Донецкой областях | Редкий                     | [ 119 ] |
| Изображение (недоступная ссылка) астраканты колючковой        | Астраканта колючковая (Astracantha arnacantha)            | Горный Крым: на юго-западе — изредка (Балаклава, Резервное, Мангуп-Кале), юго-востоке — обычно (от горы Демерджи до города Феодосия), и в предгорьях (город Старый Крым, гора Ак-Кая) | Уязвимый                   | [ 120 ] |
| Изображение (недоступная ссылка) вязеля изящного              | Вязель изящный (Securigera elegans)                       | Спорадически в Закарпатье, правобережной и левобережной лесостепи, также приводится в Сумской области | Уязвимый                   | [ 121 ] |
| Изображение (недоступная ссылка) гороха высокого              | Горох высокий (Pisum elatius)                             | В Крыму отдельными локалитетами на южном берегу (Ласпи, около пгт Оползневое, Голубой Залив, горы Аю-Даг, Кара-Даг), в предгорьях (Инкерман, Эски-Кермен, Байдарская долина) и на Керченском полуострове (Казантип, побережье Бухты рифов, около пгт Черноморское, село Заветное). Тяготеет к районам античных и средневековых поселений                        | Неоценённый                | [ 122 ] |
|                                                               | Дрок малосеменной (Genista oligosperma)                   | Был известен на скальных обнажениях хребта Мармарошские Альпы (горы Поп-Иван и Берлибашка) | Исчезнувший в природе      | [ 123 ] |
| Изображение (недоступная ссылка) дрока скифского              | Дрок скифский (Genista scythica)                          | Степь от реки Ингул до реки Грузский Еланчик, а также горный Крым | Неоценённый                | [ 124 ] |
| Изображение (недоступная ссылка) дрока четырёхгранного        | Дрок четырёхгранный (Genista tetragona)                   | Долина реки Ягорлык (около с. Артыровка Окнянского района Одесской области) | Исчезающий                 | [ 125 ] |
| Изображение (недоступная ссылка) караганы скифской            | Карагана скифская (Caragana scythica)                     | Южные степные районы и в предгорьях Крыма (Тарханкут) | Уязвимый                   | [ 126 ] |
| Изображение (недоступная ссылка) клевера коричневого          | Клевер коричневый (Trifolium badium)                      | Единственный локалитет на горе Близница (Свидовец) в Закарпатской области | Редкий                     | [ 127 ] |
|                                                               | Клевер красный (Trifolium rubens)                         | Закарпатье и Волыно-Подолье (изредка) | Редкий                     | [ 128 ] |
|                                                               | Копеечник копеечниковый (Hedysarum hedysaroides)          | Горные долины массивов Свидовец (горы Близница и Драгобрат) и Черногора (гора Петрос) | Исчезающий                 | [ 129 ] |
| Изображение (недоступная ссылка) копеечника мелового          | Копеечник меловой (Hedysarum cretaceum)                   | Бассейн реки Деркул | Исчезающий                 | [ 130 ] |
| Изображение (недоступная ссылка) копеечника украинского       | Копеечник украинский (Hedysarum ucrainicum)               | Бассейн реки Айдар | Исчезающий                 | [ 131 ] |
|                                                               | Люцерна приморская (Medicago marina)                      | Крым, Тарханкутский полуостров (село Оленевка Черноморского района), около Севастополя и Причерноморья (Херсонская область, остров Тендровская коса) | Уязвимый                   | [ 132 ] |
| Изображение (недоступная ссылка) лючерны щебнистой            | Люцерна щебнистая (Medicago saxatilis)                    | Горный Крым. Западная часть внешней гряды Крымских гор от Севастополя до Симферополя | Неоценённый                | [ 133 ] |
|                                                               | Майкараган волжский (Calophaca wolgarica)                 | Северо-восточная часть Причерноморья | Уязвимый                   | [ 134 ] |
| Изображение (недоступная ссылка) метельничека крылатого       | Метельничек крылатый (Genistella sagittalis)              | Западное Полесье, Карпаты | Редкий                     | [ 135 ] |
|                                                               | Подковник хохлатый (Hippocrepis comosa)                   | Ополье и горный Крым | Редкий                     | [ 136 ] |
| Изображение (недоступная ссылка) ракитника белого             | Ракитник белый (Chamaecytisus albus)                      | Западное Подолье и Прикарпатье, изредка — в Расточье, Ополье, возможно в Закарпатье | Уязвимый                   | [ 137 ] |
| Изображение (недоступная ссылка) ракитника Блоцкого           | Ракитник Блоцкого (Chamaecytisus blockianus)              | Преимущественно в северо-западной части правобережной лесостепи, отдельные локалитеты — в Расточье-Ополье, один — в левобережной лесостепи | Редкий                     | [ 138 ] |
| Изображение (недоступная ссылка) ракитника Вульфа             | Ракитник Вульфа (Chamaecytisus wulffii)                   | Горный Крым и южный берег Крыма, преимущественно в центральной части (гора Ай-Петри, яйла и склоны) | Уязвимый                   | [ 139 ] |
| Изображение (недоступная ссылка) ракитника гранитного         | Ракитник гранитный (Chamaecytisus graniticus)             | Северо-западное Причерноморье. Встречается в правобережной злаковой степи, в междуречье Южного Буга и Днепра | Уязвимый                   | [ 140 ] |
| Изображение (недоступная ссылка) ракитника Пачоского          | Ракитник Пачоского (Chamaecytisus paczoskii)              | Редко встречается в Прикарпатье, Расточье-Ополье, Волынской возвышенности, Западном Подолье, южной части правобережной лесостепи | Редкий                     | [ 141 ] |
| Изображение (недоступная ссылка) ракитника подольского        | Ракитник подольский (Chamaecytisus podolicus)             | Спорадически встречается в Прикарпатье, Западном Подолье, Расточье-Ополье, редко в Западном Полесье и Закарпатье | Уязвимый                   | [ 142 ] |
| Изображение (недоступная ссылка) ракитника Рошеля             | Ракитник Рошеля (Chamaecytisus rochelii)                  | Достоверно известен только в окрестностях села Раскопанцы Сокирянского района Черновицкой области | Редкий                     | [ 143 ] |
|                                                               | Сераделла маленькая (Ornithopus perpusillus)              | Два локалитета на Расточье | Уязвимый                   | [ 144 ] |
|                                                               | Солодка голая (Glycyrrhiza glabra)                        | Изредка на юге степной зоны, преимущественно в прибрежных районах Азовского и Чёрного морей | Неоценённый                | [ 145 ] |
|                                                               | Софора лисохвостная (Sophora alopecuroides)               | Горный Крым (около села Партизанское Симферопольского района и урочище Уч-Кош около Ялты) | Исчезающий                 | [ 146 ] |
|                                                               | Чечевица восточная (Lens orientalis)                      | Крым (около села Колхозное Балаклавского районного совета города Севастополя) | Исчезающий                 | [ 147 ] |
|                                                               | Чина гладкая (Lathyrus laevigatus)                        | Изредка на Закарпатской низменности, в Украинских Карпатах и на западе Подольской возвышенности, где по линии городов Винники (Львовская область) — Бережаны (Тернопольская область) — Сатанов (Хмельницкая область) проходит восточная граница ареала вида | Редкий                     | [ 148 ] |
| Изображение (недоступная ссылка) чины пёстрой                 | Чина пёстрая (Lathyrus venetus)                           | Правобережная, очень редко левобережная лесостепь | Уязвимый                   | [ 149 ] |
| Изображение (недоступная ссылка) чины трансильванской         | Чина трансильванская (Lathyrus transsilvanicus)           | Вулканические Карпаты — горы Ловачка и Монашеская (около Мукачево) | Исчезающий                 | [ 150 ] |
| Изображение (недоступная ссылка) эспарцета Васильченко        | Эспарцет Васильченко (Onobrychis vassilczenkoi)           | Северодонецкий округ | Исчезающий                 | [ 151 ] |
| Изображение (недоступная ссылка) эспарцета Палласа            | Эспарцет Палласа (Onobrychis pallasii)                    | Предгорья Крымских гор и восточная часть северного берега Крыма | Уязвимый                   | [ 152 ] |
| Семейство Буковые (Fagáceae)                                  |                                                           | |                            |         |
| Изображение (недоступная ссылка) дуба кошенильного            | Дуб кошенильный (Quercus cerris)                          | Известно единственное природное место произрастания на украинско-румынской границе у подошвы южного склона Юливских гор | Редкий                     | [ 153 ] |
| Семейство Бурачниковые (Boragináceae)                         |                                                           | |                            |         |
| Изображение (недоступная ссылка) оносмы гранитной             | Оносма гранитная (Onosma graniticola)                     | Южнобугский Приазовский гранитностепной эндемик. Северо-Западное Причерноморье и Приазовье | Исчезающий                 | [ 154 ] |
| Изображение (недоступная ссылка) оносмы донской               | Оносма донская (Onosma tanaitica)                         | Бассейн Северского Донца и Приазовья — по рекам Крынка и Сухая Волноваха | Неоценённый                | [ 155 ] |
|                                                               | Оносма многолистная (Onosma polyphylla)                   | В Крыму на южном макросклоне от пгт Форос к массиву Кара, и в западной части предгорья | Уязвимый                   | [ 156 ] |
| Изображение (недоступная ссылка) трубкоцвета Биберштейна      | Трубкоцвет Биберштейна (Solenanthus biebersteinii)        | В верхнем лесном поясе Горного Крыма | Редкий                     | [ 157 ] |
| Подсемейство Валериановые (Valerianoideae)                    |                                                           | |                            |         |
| Изображение (недоступная ссылка) центрантуса валериановидного | Центрантус валериановидный (Centranthus calcitrapa)       | Единственное местонахождение на южном берегу Крыма около пгт Симеиз (горы Кошка, Ай-Панда, скала Дева) | Исчезающий                 | [ 158 ] |
| Семейство Вахтовые (Menyantháceae)                            |                                                           | |                            |         |
|                                                               | Болотноцветник щитолистный (Nymphoides peltata)           | Встречается в устьевых участках и плавнях в низовьях рек Дунай, Днепр, Южный Буг, Днестр, в Закарпатье (пойменные водоёмы реки Латорица около села Малые Ратовцы) на Житомирском и Черниговском Полесье, в лесостепи (рыбоводные пруды в верхнем и среднем течении Южного Буга, пойменные водоёмы в среднем течении Днепра)                                     | Уязвимый                   | [ 159 ] |
| Семейство Вересковые (Ericaceae)                              |                                                           | |                            |         |
|                                                               | Земляничное дерево красное (Arbutus andrachne)            | Западная часть северного берега Крыма | Редкий                     | [ 160 ] |
|                                                               | Клюква мелкоплодная (Oxycoccus microcarpus)               | Правобережное Полесье, Карпаты | Уязвимый                   | [ 161 ] |
|                                                               | Луазелерия лежачая (Loiseleuria procumbens)               | На небольших площадях в верхней части субальпийского и в альпийском поясах Черногоры. Имеются указания о нахождении на Свидовце и в Мармаросских Альпах | Редкий                     | [ 162 ] |
|                                                               | Рододендрон карпатский (Rhododendron myrtifolium)         | В альпийском и субальпийском поясах Карпат: Боржавы, Черногора, Свидовец, Мармаросские Альпы в диапазоне высот от 1350 до 2050 м | Неоценённый                | [ 163 ] |
| Изображение (недоступная ссылка) хамедафне чашечной           | Хамедафне чашечная (Chamaedaphne calyculata)              | Правобережное Полесье | Уязвимый                   | [ 164 ] |
| Семейство Водноореховые (Trapaceae)                           |                                                           | |                            |         |
|                                                               | Чилим плавающий (Trapa natans)                            | В водоёмах долин рек Днепр, Припять, Тетерев, Десна, Северский Донец, Южный Буг, Днестр, Дунай, Уж, Латорица, Боржава и на Шацких озёрах | Неоценённый                | [ 165 ] |
| Семейство Волчниковые (Thymelaeáceae)                         |                                                           | |                            |         |
|                                                               | Волчеягодник боровой (Daphne cneorum)                     | Два локалитета: Западное Подолье, Расточье, Волынь и Приднепровье | Уязвимый                   | [ 166 ] |
| Изображение (недоступная ссылка) волчеягодника крымского      | Волчеягодник крымский (Daphne taurica)                    | Горный Крым | Исчезающий                 | [ 167 ] |
| Изображение (недоступная ссылка) волчеягодника Софии          | Волчеягодник Софии (Daphne sophia)                        | Четыре локалитета: три в Волчанском районе и один в Двуречанском (Харьковская область) | Исчезающий                 | [ 168 ] |
| Подсемейство Ворсянковые (Dipsacoideae)                       |                                                           | |                            |         |
| Изображение (недоступная ссылка) головчатки Дмитрия           | Головчатка Дмитрия (Cephalaria demetrii)                  | Юго-восточная часть Горного Крыма. Массивы Сандик-Кая, Эчки-Даг, Кара-Даг и прилегающие территории (Отузская долина, около с. Наниково) | Исчезающий                 | [ 169 ] |
| Изображение (недоступная ссылка) головчатки Литвинова         | Головчатка Литвинова (Cephalaria litvinovii)              | Бассейн реки Красной, с. Верхняя Дуванка Сватовского района | Исчезающий                 | [ 170 ] |
| Изображение                                                   | Сукцизелла изогнутая (Succisella inflexa)                 | Закарпатье, Западное и Центральное Полесье | Редкий                     | [ 171 ] |
| Семейство Вьюнковые (Convolvuláceae)                          |                                                           | |                            |         |
|                                                               | Повой сольданелловый (Calystegia soldanella)              | Вид исчез во всех известных локалитетах на южном берегу Крыма (от Севастополя до Судака) | Пропавший в природе        | [ 172 ] |
| Семейство Гвоздичные (Caryophylláceae)                        |                                                           | |                            |         |
| Изображение (недоступная ссылка) гвоздики бессарабской        | Гвоздика бессарабская (Dianthus bessarabicus)             | В нижнем течении Дуная | Исчезающий                 | [ 173 ] |
|                                                               | Гвоздика бугская (Dianthus hypanicus)                     | Северные отроги Приднепровской возвышенности (междуречье Южного Буга и Ингула) | Уязвимый                   | [ 174 ] |
|                                                               | Гвоздика гренобльская (Dianthus gratianopolitanus)        | Рос на крутом склоне правого берега реки Днестр в окрестностях села Крещатик Заставновского района Черновицкой области | Исчезнувший в природе      | [ 175 ] |
| Изображение                                                   | Гвоздика ложноосенняя (Dianthus pseudoserotinus)          | Северное Подолье (Гологоро-Кременецкий кряж, Расточье), прилегающая к нему территория Малого Полесья, особенно в восточной части, где сохранились элементы дюнного ландшафта. Есть данные о находках вида в Западном и Центральном Полесье | Уязвимый                   | [ 176 ] |
| Изображение (недоступная ссылка) гвоздики прекрасной          | Гвоздика прекрасная (Dianthus speciosus)                  | Субальпийская и верхняя лесная полосы Карпат (Чивчины), очень редко | Редкий                     | [ 177 ] |
| Изображение (недоступная ссылка) гелиоспермы тайной           | Гелиосперма тайная (Heliosperma arcanum)                  | Описан около города Залещики, Тернопольская область, и села Крещатик, Черновицкая область), где рос на крутом левом берегу реки Днестр. На сегодня вид исчез | Исчезнувший                | [ 178 ] |
| Изображение (недоступная ссылка) диходона ясколкового         | Диходон ясколковый (Dichodon cerastioides)                | Высокогорье Украинских Карпат — на хребтах Черногора (горы Шпицы, Бребенескуль), Свидовец (гора Близница) и Мармарошские горы (горы Гропа, Поп-Иван) | Редкий                     | [ 179 ] |
| Изображение (недоступная ссылка) качима днестровского         | Качим днестровский (Gypsophila thyraica)                  | Центральная и юго-восточная часть Подольской возвышенности | Уязвимый                   | [ 180 ] |
| Изображение (недоступная ссылка) качима скученного            | Качим скученный (Gypsophila glomerata)                    | Степная зона и горный Крым | Уязвимый                   | [ 181 ] |
| Изображение (недоступная ссылка) минуарции бугской            | Минуарция бугская (Moehringia hypanica)                   | Северные отроги Приднепровской возвышенности. Гранитно-степное Побужье. Известно пять локальных популяций вида в каньонах рек Южный Буг (левый берег в окрестностях Южноукраинска, правый — окрестности села Богдановка) и Мертвовод (окрестности сёл Актово, Петропавловка и заповедное урочище «Лабиринт»)                                                    | Редкий                     | [ 182 ] |
| Изображение (недоступная ссылка) минуарции малоцветковой      | Минуарция малоцветковая (Minuartia pauciflora)            | Свидовецкий, Мармарошском массивы и Черногора (редко) | Редкий                     | [ 183 ] |
| Изображение (недоступная ссылка) минуарции остролепестковой   | Минуарция остролепестковая (Minuartia oxypetala)          | Чивчины | Редкий                     | [ 184 ] |
| Изображение (недоступная ссылка) смолёвки бугской             | Смолёвка бугская (Silene hypanica)                        | Северные отроги Приднепровской возвышенности в пределах правобережной степи. В долине реки Южный Буг | Уязвимый                   | [ 185 ] |
| Изображение (недоступная ссылка) смолёвки зеленоцветковой     | Смолёвка зеленоцветковая (Silene viridiflora)             | Закарпатье (единственное место произрастания — около пгт Великий Березный) и в горном Крыму | Редкий                     | [ 186 ] |
| Изображение (недоступная ссылка) смолёвки литовской           | Смолёвка литовская (Silene lithuanica)                    | Полесье, преимущественно правобережное | Неоценённый                | [ 187 ] |
| Изображение (недоступная ссылка) смолёвки меловой             | Смолёвка меловая (Silene cretacea)                        | Южные отроги Среднерусской возвышенности | Уязвимый                   | [ 188 ] |
| Изображение (недоступная ссылка) смолёвки Сытника             | Смолёвка Сытника (Silene sytnikii)                        | Северные отроги Приднепровской возвышенности в пределах подзоны разнотравно-типчаково-ковыльных степей (гранитно-степное Побужье, Ингульско-Еланецкое междуречье) | Уязвимый                   | [ 189 ] |
| Изображение (недоступная ссылка) смолёвки яйлинской           | Смолёвка яйлинская (Silene jailensis)                     | Северный макросклон главной гряды Крымских гор (клифы в верховьях реки Авунда, Гурзуфской яйлы, Никитской яйлы и горы Парагельмен) | Уязвимый                   | [ 190 ] |
| Изображение (недоступная ссылка) смолевкоцветки Завадского    | Смолевкоцветка Завадского (Silenanthe zawadskii)          | Чивчины, верховья Белого Черемоша (гора Большой Камень на хребте Чёрный Дол и урочище Прелуки на левом берегу реки Прелучной, левого притока реки Перкалаба), гора Мокринов Камень | Редкий                     | [ 191 ] |
| Изображение (недоступная ссылка) эремогоне головчатой         | Эремогоне головчатая (Eremogone cephalotes)               | Юг западной лесостепи (река Ягорлык, косы Одесской области), правобережная злаковая степь (междуречье Днестра и Ингульца) | Редкий                     | [ 192 ] |
|                                                               | Ясколка Биберштейна (Cerastium biebersteinii)             | Крымские горы | Неоценённый                | [ 193 ] |
| Семейство Гераниевые (Geraniáceae)                            |                                                           | |                            |         |
| Изображение (недоступная ссылка) журавельника Бекетова        | Журавельник Бекетова (Erodium beketowii)                  | Случается лишь в нескольких местах вдоль реки Кальмиус и в водосборе реки Кальчик | Редкий                     | [ 194 ] |
| Семейство Горечавковые (Gentianáceae)                         |                                                           | |                            |         |
|                                                               | Горечавка бесстебельная (Gentiana acaulis)                | Черногора, Свидовец, Мармарош, Чивчины, Горганы и Бескиды | Редкий                     | [ 195 ] |
|                                                               | Горечавка весенняя (Gentiana verna)                       | Найден в 1961 году (урочище Гередживка в окрестностях пгт Ясиня Раховского района на высоте около 700 м) | Исчезающий                 | [ 196 ] |
|                                                               | Горечавка жёлтая (Gentiana lutea)                         | Карпаты (хребты Черногора, Свидовец, Горганы, Мармарошские Альпы, горная долина Боржава) | Уязвимый                   | [ 197 ] |
| Изображение (недоступная ссылка) горечавки мешочной           | Горечавка мешочная (Gentiana utriculosa)                  | Буковинские Карпаты | Исчезающий                 | [ 198 ] |
| Изображение (недоступная ссылка) горечавки разрезанной        | Горечавка разрезанная (Gentiana laciniata)                | Черногора, Свидовец и Чивчины (на высоте 1600—1800 м) | Редкий                     | [ 199 ] |
|                                                               | Горечавка снежная (Gentiana nivalis)                      | Карпаты (хребет Свидовец, гора Близница) | Исчезающий                 | [ 200 ] |
|                                                               | Горечавка точечная (Gentiana punctata)                    | Черногора, Свидовец, Горганы, Мармарошские Альпы, Чивчины (массив Гнетеса-Команова, гора Сулигул) | Уязвимый                   | [ 201 ] |
|                                                               | Сверция многолетняя (Swertia perennis)                    | Карпаты (Свидовец, Черногора, Мармарошский и Чивчино-Гринявский массивы), Малое Полесье, северо-западное Подолье, исчез на Расточье | Уязвимый                   | [ 202 ] |
| Семейство Гречишные (Polygonáceae)                            |                                                           | |                            |         |
|                                                               | Кисличник двустолбчатый (Oxyria digyna)                   | Скалы Близнецы в Свидовецком массиве и скалы урочища Кизи Улоги в Черногоре | Редкий                     | [ 203 ] |
| Изображение (недоступная ссылка) курчавки кустарниковой       | Курчавка кустарниковая (Atraphaxis frutescens)            | Донецкий кряж | Исчезающий                 | [ 204 ] |
| Изображение (недоступная ссылка) курчавки отогнутой           | Курчавка отогнутая (Atraphaxis replicata)                 | В юго-восточной части страны (Луганская область, Сорокинский район, правый берег Северского Донца, между сёлами Большой Суходол и Давыдо-Никольское; около г. Антрацит) и на южном берегу Крыма (между пгт Новый Свет и г. Феодосия) | Редкий                     | [ 205 ] |
| Семейство Губоцветные (Labiátae)                              |                                                           | |                            |         |
|                                                               | Змееголовник австрийский (Dracocephalum austriacum)       | Несколько локалитетов на Подольской возвышенности | Уязвимый                   | [ 206 ] |
|                                                               | Змееголовник Рюйша (Dracocephalum ruyschiana)             | Спорадически встречается на северо-западном Подолье, Полесье и в лесостепи | Неоценённый                | [ 207 ] |
| Изображение (недоступная ссылка) зопника скифского            | Зопник скифский (Phlomis scythica)                        | Присивашская низменность между реками Днепр и Молочной | Неоценённый                | [ 208 ] |
| Изображение (недоступная ссылка) иссопа мелового              | Иссоп меловой (Hyssopus cretaceus)                        | Донецкий кряж и в бассейнах левых притоков реки Северский Донец | Неоценённый                | [ 209 ] |
| Изображение (недоступная ссылка) микромерии тимьянолистной    | Микромерия тимьянолистиая (Micromeria serpyllifolia)      | Юго-запад предгорной и горной части внутренней гряды Крыма | Редкий                     | [ 210 ] |
| Изображение (недоступная ссылка) тимьяна кальмиусского        | Тимьян кальмиусский (Thymus kaljmijussicus)               | Бассейн реки Кальмиус и Крым (массив Агармыш вблизи города Старый Крым) | Недостаточно известен      | [ 211 ] |
| Изображение (недоступная ссылка) тимьяна прибрежного          | Тимьян прибрежный (Thymus littoralis)                     | Азовское побережье Крыма (Арабатская стрелка, Керченский полуостров от села Каменское до села Песочное Ленинского района) | Уязвимый                   | [ 212 ] |
| Изображение (недоступная ссылка) чистеца узколистного         | Чистец узколистный (Stachys angustifolia)                 | Восточная часть горного Крыма с одиночными изолированными местообитаниями в его западной части и на гранитных обнажениях каньонов реки Южный Буг и его притоков | Редкий                     | [ 213 ] |
| Изображение (недоступная ссылка) шалфея кременецкого          | Шалфей кременецкий (Salvia cremenecensis)                 | Подольская возвышенность. Случается в Кременецких горах, Среднем Приднестровье и на Товтровом кряже | Редкий                     | [ 214 ] |
| Изображение (недоступная ссылка) шалфея скабиозолистного      | Шалфей скабиозолистный (Salvia scabiosifolia)             | Спорадически в нижнем поясе Крымских гор (предгорье и прияйлинские склоны) | Неоценённый                | [ 215 ] |
| Изображение (недоступная ссылка) шлемника весеннего           | Шлемник весенний (Scutellaria verna)                      | Дизъюнкции в Среднем Приднестровье и Северном Причерноморье (между реками Гнилой Еланец, Громоклея, Ингул и Ингулец) | Редкий                     | [ 216 ] |
| Изображение (недоступная ссылка) шлемника мелового            | Шлемник меловой (Scutellaria creticola)                   | Бассейн Северского Донца и его притоков | Неоценённый                | [ 217 ] |
| Изображение (недоступная ссылка) яснотки голой                | Яснотка голая (Lamium glaberrimum)                        | Отдельные эксклавы привершинной части стены главной гряды Крымских гор | Редкий                     | [ 218 ] |
| Семейство Дербенниковые (Lythráceae)                          |                                                           | |                            |         |
| Изображение (недоступная ссылка) дербенника тимьянолистного   | Дербенник тимьянолистный (Lythrum thymifolia)             | Северное Причерноморье | Уязвимый                   | [ 219 ] |
| Семейство Жимолостные (Caprifoliáceae)                        |                                                           | |                            |         |
|                                                               | Жимолость голубая (Lonicera caerulea)                     | Карпаты | Редкий                     | [ 220 ] |
|                                                               | Линнея северная (Linnaea borealis)                        | Карпаты | Исчезающий                 | [ 221 ] |
| Семейство Заразиховые (Orobancháceae)                         |                                                           | |                            |         |
| Изображение (недоступная ссылка) дифелипеи красной            | Дифелипея красная (Diphelypaea coccinea)                  | Горный Крым | Исчезающий                 | [ 222 ] |
| Изображение (недоступная ссылка) мытника высокого             | Мытник высокий (Pedicularis exaltata)                     | В окрестностях села Стожок Шумского района Тернопольской области | Исчезающий                 | [ 223 ] |
|                                                               | Мытник лесной (Pedicularis sylvatica)                     | Расточье-Ополье, Полесье и Карпаты | Уязвимый                   | [ 224 ] |
|                                                               | Мытник скипетровидный (Pedicularis sceptrum-carolinum)    | Полесье, северо-западное Подолье, изредка в лесостепи | Уязвимый                   | [ 225 ] |
|                                                               | Мытник Эдера (Pedicularis oederi)                         | Одна популяция в Черногоре в массиве гор Бребенескуль — Мунчель | Исчезающий                 | [ 226 ] |
| Изображение (недоступная ссылка) погремка мелового            | Погремок меловой (Rhinanthus cretaceus)                   | Среднее течение реки Северский Донец | Недостаточно известен      | [ 227 ] |
| Изображение (недоступная ссылка) цимбохазмы днепровской       | Цимбохазма днепровская (Cymbochasma borysthenica)         | Между реками Тилигул, Южный Буг и Молочная | Редкий                     | [ 228 ] |
| Семейство Ивовые (Salicaceae)                                 |                                                           | |                            |         |
|                                                               | Ива альпийская (Salix alpina)                             | Карпаты, в альпийском поясе массива Свидовец (г. Близница, 1880 м) | Исчезающий                 | [ 229 ] |
|                                                               | Ива лопарская (Salix lapponum)                            | Полесье, где через Ковель — Луцк — Ровно — Новоград-Волынский — Овруч проходит сплошная граница распространения вида. Изолированные места произрастания отмечены по всему Левобережному Полесью и в Украинских Карпатах неподалёку горы Говерлы (урочище Цибульки)                                                                                              | Уязвимый                   | [ 230 ] |
| Изображение (недоступная ссылка) ивы Старка                   | Ива Старка (Salix starkeana)                              | Встречается спорадически на Полесье, Расточье-Ополье, в Прикарпатье, Карпатах, Левобережной и Правобережной Лесостепи | Уязвимый                   | [ 231 ] |
|                                                               | Ива травянистая (Salix herbacea)                          | Карпаты, в альпийском и субальпийском поясах | Редкий                     | [ 232 ] |
|                                                               | Ива туполистная (Salix retusa)                            | Карпаты, в альпийском и субальпийском поясах | Редкий                     | [ 233 ] |
|                                                               | Ива черничная (Salix myrtilloides)                        | Полесье, Расточье (очень редко, очевидно, сейчас исчез), Прикарпатье, изредка на севере Лесостепи | Уязвимый                   | [ 234 ] |
| Семейство Камнеломковые (Saxifragáceae)                       |                                                           | |                            |         |
|                                                               | Камнеломка болотная (Saxifraga hirculus)                  | Полесье, одиночно встречается на Волынско-Подольской возвышенности | Уязвимый                   | [ 235 ] |
| Изображение (недоступная ссылка) камнеломки жёлто-зелёной     | Камнеломка жёлто-зелёная (Saxifraga luteo-viridis)        | Чивчины (на вершинах гор Гнетеса, Команова, Рыжковатой, Сулигул). Случается на границе с Румынией или неподалёку | Редкий                     | [ 236 ] |
|                                                               | Камнеломка жестколистная (Saxifraga aizoides)             | Черногора (урочище Гаджина) и Чивчины (гора Гнетеса) | Исчезающий                 | [ 237 ] |
|                                                               | Камнеломка зернистая (Saxifraga granulata)                | Одиночные локалитеты на Северном Подолье (Гологоры, Давыдовское холмогорье), Ополье (Бибрско-Стольское холмогорье), Центральном Подолье (Товтровый кряж), Волынской возвышенности | Исчезающий                 | [ 238 ] |
| Изображение (недоступная ссылка) камнеломки карпатской        | Камнеломка карпатская (Saxifraga carpatica)               | Черногора, Свидовец (горы Близница, Герешаска), Мармарошский массив | Редкий                     | [ 239 ] |
| Изображение (недоступная ссылка) камнеломки луковичконосной   | Камнеломка луковичконосная (Saxifraga bulbifera)          | Известна по старым собраниям 1920—1930-х годов из нескольких мест произрастания на южных склонах вулканического холмогорья Закарпатья | Исчезающий                 | [ 240 ] |
|                                                               | Камнеломка моховидная (Saxifraga bryoides)                | Карпаты: Черногора (горы Петрос, Поп-Иван) и Мармарош (гора Гропа) | Редкий                     | [ 241 ] |
| Изображение (недоступная ссылка) камнеломки полузонтичной     | Камнеломка полузонтичная (Saxifraga pedemontana)          | Был известен из единственного места произрастания на горе Кобыла в южной части Свидовца | Исчезающий                 | [ 242 ] |
|                                                               | Камнеломка проломниковая (Saxifraga androsacea)           | Карпаты, Свидовец (гора Близница), Черногора (гора Петрос) и Чивчины | Редкий                     | [ 243 ] |
|                                                               | Камнеломка супротивнолистная (Saxifraga oppositifolia)    | Известен лишь из одного локалитета в Черногоре: урочище Кизи Улога, на утёсах горы Бребенескуль | Исчезнувший в природе      | [ 244 ] |
| Семейство Капустные (Brassicáceae)                            |                                                           | |                            |         |
|                                                               | Бурачок Борзы (Alyssum borzaeanum)                        | Причерноморье, Крым | Уязвимый                   | [ 245 ] |
| Изображение (недоступная ссылка) бурачка голоножкового        | Бурачок голоножковый (Alyssum gymnopodum)                 | Бассейн Северского Донца, эксклав по берегам рек Крынки, Кальмиуса и Самары | Уязвимый                   | [ 246 ] |
| Изображение (недоступная ссылка) бурачка савранского          | Бурачок савранский (Alyssum savranicum)                   | Причерноморье (бассейн реки Южный Буг и в низовьях реки Днепр) | Исчезающий                 | [ 247 ] |
| Изображение (недоступная ссылка) вайды прибрежной             | Вайда прибрежная (Isatis littoralis)                      | Причерноморье и Крым | Уязвимый                   | [ 248 ] |
|                                                               | Двурядка меловая (Diplotaxis cretacea)                    | Бассейн Северского Донца, правобережная злаково-луговая степь (изредка) | Уязвимый                   | [ 249 ] |
| Изображение (недоступная ссылка) желтушника крынкского        | Желтушник крынкский (Erysimum krynkense)                  | Левобережная злаково-луговая степь в долине реки Крынки | Исчезающий                 | [ 250 ] |
| Изображение (недоступная ссылка) желтушника украинского       | Желтушник украинский (Erysimum ucranicum)                 | Бассейн реки Северский Донец | Уязвимый                   | [ 251 ] |
| Изображение (недоступная ссылка) капусты крымской             | Капуста крымская (Brassica taurica)                       | Южный берег Крыма (центральная часть) | Исчезающий                 | [ 252 ] |
|                                                               | Катран коктебельский (Crambe koktebelica)                 | Эндемик восточного Крыма (Кара-Дагский горный массив, побережье Коктебельской бухты) | Редкий                     | [ 253 ] |
| Изображение (недоступная ссылка) катрана крупноцветкового     | Катран крупноцветковый (Crambe grandiflora)               | Крым (Керченский полуостров) | Уязвимый                   | [ 254 ] |
| Изображение (недоступная ссылка) катрана митридатского        | Катран митридатский (Crambe mitridatis)                   | Крым: Тарханкутский (урочище Джангуль) и Керченский (побережье моря от Казантипа до Чокракского озера; гора Опук) полуострова | Уязвимый                   | [ 255 ] |
| Изображение (недоступная ссылка) катрана перистого            | Катран перистый (Crambe pinnatifida)                      | Западная лесостепь, Крым | Уязвимый                   | [ 256 ] |
|                                                               | Катран приморский (Crambe maritima)                       | Причерноморье, Приазовье | Уязвимый                   | [ 257 ] |
| Изображение (недоступная ссылка) катрана Стевена              | Катран Стевена (Crambe steveniana)                        | Крым (предгорья) | Уязвимый                   | [ 258 ] |
|                                                               | Катран татарский (Crambe tataria)                         | Редко встречается в лесостепи, степи, Крыму | Уязвимый                   | [ 259 ] |
| Изображение (недоступная ссылка) катрана шершавого            | Катран шершавый (Crambe aspera)                           | Лесостепная и степная зоны | Уязвимый                   | [ 260 ] |
| Изображение (недоступная ссылка) клоповника сивашского        | Клоповник сивашский (Lepidium syvaschicum)                | Побережья Сиваша, Азовского и Чёрного морей | Уязвимый                   | [ 261 ] |
|                                                               | Клоповник Турчанинова (Lepidium turczaninowii)            | Юго-восток Крыма: побережье Чёрного моря, в районе мыса Ильи (близ города Феодосия) и горные склоны к северу от пгт Щебетовка | Исчезающий                 | [ 262 ] |
|                                                               | Крупка аизовидная (Draba aizoides)                        | Свидовец (горы Драгобрат, Близница) | Исчезающий                 | [ 263 ] |
| Изображение (недоступная ссылка) левкоя душистого             | Левкой душистый (Matthiola fragrans)                      | Меловые отслоения в бассейне реки Северский Донец (Донецкий кряж, южные отроги Среднерусской возвышенности) | Редкий                     | [ 264 ] |
| Изображение (недоступная ссылка) ложечницы пиренейской        | Ложечница пиренейская (Cochlearia pyrenaica)              | Единственный локалитет на северо-западном Подолье в верховьях реки Западный Буг | Исчезающий                 | [ 265 ] |
|                                                               | Лунник оживающий (Lunaria rediviva)                       | Закарпатье, Карпаты, Расточье, Ополье, Западное Подолье, Покутье, изолированные места произрастания на Центральном Подолье, отрогах Среднерусской возвышенности | Неоценённый                | [ 266 ] |
|                                                               | Очки гладкие (Biscutella laevigata)                       | Свидовец (горы Драгобрат, Близница) | Редкий                     | [ 267 ] |
| Изображение (недоступная ссылка) редьки приморской            | Редька приморская (Raphanus maritimus)                    | Причерноморье, Крым | Уязвимый                   | [ 268 ] |
| Изображение (недоступная ссылка) сердечника греческого        | Сердечник греческий (Cardamine graeca)                    | Горный Крым: от долин Ласпи и Байдарской до пгт Массандра | Уязвимый                   | [ 269 ] |
| Изображение (недоступная ссылка) сердечника тонкого           | Сердечник тонкий (Cardamine tenera)                       | Крым (подножие гор Демерджи и Большой Чучель) | Исчезающий                 | [ 270 ] |
| Изображение (недоступная ссылка) сирении Талиева              | Сирения Талиева (Syrenia talijevii)                       | Левобережная степь (бассейн реки Северский Донец) | Уязвимый                   | [ 271 ] |
| Изображение (недоступная ссылка) соболевскии сибирской        | Соболевския сибирская (Sobolewskia sibirica)              | Горный Крым (западная часть южного макросклона главной гряды от Шайтан-Мердвеня до Алупки; массив Чатыр-Даг, юго-западный и северо-восточный склоны под Эклизи-Буруном; восточная часть южного макросклона главной гряды под Караби-яйлой) | Редкий                     | [ 272 ] |
|                                                               | Шиверекия подольская (Schivereckia podolica)              | Западная лесостепь (Товтры, Приднестровье), степь (изредка) | Неоценённый                | [ 273 ] |
|                                                               | Шильник водяной (Subularia aquatica)                      | Приводился для окрестностей города Могилёв-Подольский Винницкой области по сборам Лапчинского (1890) и Днепропетровской области, по реке Волчьей — Сидорова (Флора СССР, 1953). Современными собраниями указанные местонахождения не подтверждены | Исчезнувший в природе      | [ 274 ] |
| Семейство Кермековые (Limoniaceae)                            |                                                           | |                            |         |
|                                                               | Гониолимон злаколистный (Goniolimon graminifolium)        | Злаковая степь (песчаные арены и речные пески Нижнего Побужья, Ингула, Ингульца и Нижнего Приднепровья) | Уязвимый                   | [ 275 ] |
| Изображение                                                   | Гониолимон красноватый (Goniolimon rubellum)              | Случается на побережье Чёрного моря и Сиваша | Уязвимый                   | [ 276 ] |
|                                                               | Кермек чурюкский (Limonium tschurjukiense)                | Случается на побережье Сиваша и прилегающих территориях | Уязвимый                   | [ 277 ] |
| Семейство Кипрейные (Onagraceae)                              |                                                           | |                            |         |
|                                                               | Людвигия болотная (Ludwigia palustris)                    | Попадался на Закарпатской низменности | Пропавший в природе        | [ 278 ] |
| Семейство Клекачковые (Staphyleáceae)                         |                                                           | |                            |         |
|                                                               | Клекачка перистая (Staphylaea pinnata)                    | Распространёна на Закарпатье, в Расточье, на Волыно-Подольской и Приднепровской возвышенностях. Основная часть местонахождений сосредоточена на Подолье (Гологоро-Кременецкий кряж, долина Днестра и его притоков, Покутье, бассейн реки Южный Буг) | Редкий                     | [ 279 ] |
| Семейство Клеомовые (Cleomaceae)                              |                                                           | |                            |         |
|                                                               | Клеома орнитопусовидная (Cleome ornithopodioides)         | На юго-востоке Украины (бассейны рек Крынка и Миус), а также в восточной части южного берега Крыма | исчезающий                 | [ 280 ] |
| Семейство Колокольчиковые (Campanuláceae)                     |                                                           | |                            |         |
| Изображение (недоступная ссылка) бубенчика крымского          | Бубенчик крымский (Adenophora taurica)                    | Центральная часть главной гряды Крымских гор | Редкий                     | [ 281 ] |
|                                                               | Колокольчик карпатский (Campanula carpatica)              | Достоверно известен лишь в Свидовце, Черногоре и Мармаросских Альпах | Редкий                     | [ 282 ] |
| Изображение (недоступная ссылка) колокольчика Кладны          | Колокольчик Кладны (Campanula kladniana)                  | Высокогорье Карпат | Редкий                     | [ 283 ] |
| Семейство Крушиновые (Rhamnáceae)                             |                                                           | |                            |         |
| Изображение (недоступная ссылка) жостера красильного          | Жостер красильный (Rhamnus tinctoria)                     | Встречается на северо-западе Подолья (Гологоро-Кременецкий кряж), в Среднем Приднестровье и на юге Ровенской области, в Причерноморье: около Одессы и на юго-востоке — около Святогорска | Редкий                     | [ 284 ] |
| Семейство Кутровые (Apocynaceae)                              |                                                           | |                            |         |
| Изображение (недоступная ссылка) кендыря венецианского        | Кендырь венецианский (Trachomitum venetum)                | Побережье Чёрного и Азовского морей | Уязвимый                   | [ 285 ] |
| Семейство Ладанниковые (Cistaceae)                            |                                                           | |                            |         |
| Изображение (недоступная ссылка) ладанника крымского          | Ладанник крымский (Cistus tauricus)                       | Западная часть южного берега Крыма от мыса Айя до села Малореченское | Неоценённый                | [ 286 ] |
| Изображение (недоступная ссылка) солнцецвета седого           | Солнцецвет седой (Helianthemum canum)                     | Три локалитета: Кременецкие горы («Девичьи скалы»), берега рек Северский Донец, Айдар и Горный Крым | Редкий                     | [ 287 ] |
| Изображение (недоступная ссылка) фуманопсиса гладкого         | Фуманопсис гладкий (Fumanopsis laevis)                    | Южный берег Крыма в окрестностях пгт Симеиз (восточные склоны г. Кошка и прилегающая территория) | Исчезающий                 | [ 288 ] |
| Семейство Липовые (Tiliaceae)                                 |                                                           | |                            |         |
| Изображение (недоступная ссылка) липы опушённостолбиковой     | Липа опушённостолбиковая (Tilia dasystyla)                | Главная гряда Крымских гор | Исчезающий                 | [ 289 ] |
| Семейство Льновые (Linaceae)                                  |                                                           | |                            |         |
| Изображение (недоступная ссылка) льна бессарабского           | Лён бессарабский (Linum basarabicum)                      | Подолье, главным образом в бассейне Днестра | Неоценённый                | [ 290 ] |
| Изображение (недоступная ссылка) льна Палласа                 | Лён Палласа (Linum pallasianum)                           | В Крыму спорадически встречается в Предгорье (запад), горной части (восток), на южном берегу Крыма и Керченском полуострове | Редкий                     | [ 291 ] |
| Семейство Лютиковые (Ranunculáceae)                           |                                                           | |                            |         |
|                                                               | Адонис весенний (Adonis vernalis)                         | Южное Полесье (редко), лесостепь, степь и Крым | Неоценённый                | [ 292 ] |
|                                                               | Адонис волжский (Adonis wolgensis)                        | Степная зона, заходит в южную часть левобережной лесостепи | Неоценённый                | [ 293 ] |
| Изображение (недоступная ссылка) аконита волосистоплодного    | Аконит волосистоплодный (Aconitum lasiocarpum)            | Бескиды, Черногора, Горганы и горный массив Свидовец-Негровец. На Подольской возвышенности отдельные изолированные локалитеты в Медоборах и на Вороняках. На Малом Полесье единственное местонахождение около села Клипец в Дубенском районе Ровенской области                                                                                                  | Уязвимый                   | [ 294 ] |
|                                                               | Аконит Бессера (Aconitum besserianum)                     | Гологоры, юг Западного Подолья, Покутье | Уязвимый                   | [ 295 ] |
| Изображение (недоступная ссылка) аконита волосистоплодного    | Аконит волосистоплодный (Aconitum lasiocarpum)            | Бескиды, Черногора, Горганы и горный массив Свидивец-Негровец. На Подольской возвышенности отдельные изолированные локалитеты в Медоборах и на Вороняках. На Малом Полесье единственное местонахождение около с. Клипец в Дубенском районе Ровненской области                                                                                                   | Уязвимый                   | [ 294 ] |
|                                                               | Аконит Жакена (Aconitum jacquinii)                        | Свидовец (горы Близница), Черногора (горы Петрос, Ребра, Шпицы, Гутин Томнатек) и Чивчины (горы Чивчин, Гнетеса, Большой Камень) | Редкий                     | [ 296 ] |
| Изображение (недоступная ссылка) аконита ложнопротивоядного   | Аконит ложнопротивоядный (Aconitum pseudanthora)          | Залещицкое и Каменецкое Приднестровье, Покутье, Ополье, по литературным данным приводится для Черновицкой области (Прикарпатье) | Уязвимый                   | [ 297 ] |
|                                                               | Василистник вонючий (Thalictrum foetidum)                 | Западное Подолье (Товтровый кряж), Расточье, Ополье, Прикарпатье | Исчезающий                 | [ 298 ] |
| Изображение (недоступная ссылка) василистника крючковатого    | Василистник крючковатый (Thalictrum uncinatum)            | Западное Подолье (Покутье) | Редкий                     | [ 299 ] |
|                                                               | Ветреница нарциссоцветковая (Anemone narcissiflora)       | Карпаты (вершины на Черногоре, Свидовце, Мармароше, Горганах и Чивчинах), Подолье, и одно — в Крыму (возможно, интродуцированно) | Уязвимый                   | [ 300 ] |
| Изображение (недоступная ссылка) водосбора трансильванского   | Водосбор трансильванский (Aquilegia transsilvanica)       | Горганы (гора Негровец) и Чивчины (гора Большой Камень, Джогульский перевал) | Исчезающий                 | [ 301 ] |
|                                                               | Водосбор чернеющий (Aquilegia nigricans)                  | Свидовец (горы Драгобрат, Геришаска), Мармарошский массив (горы Петрос, Ненеска), Горганы (гора Негровец) и Буковинские Карпаты (верховья рек Белый Черемош и Сучава) | Редкий                     | [ 302 ] |
|                                                               | Живокость высокая (Delphinium elatum)                     | Карпаты: массив Боржава (подножие горы Великий Верх, на нижней террасе реки Оса), Мармаросские Альпы (гора Берлебашка), Горганы (окрестности села Синевир Межгорского района Закарпатской области), Чивчины (на вершинах гор Фатия Банулуи, Гнетеса, Прелуки, Чивчинаж, Чивчин, Будичевская)                                                                    | Редкий                     | [ 303 ] |
| Изображение (недоступная ссылка) живокости Палласа            | Живокость Палласа (Delphinium pallasii)                   | Предгорья и горы Крыма | Редкий                     | [ 304 ] |
| Изображение (недоступная ссылка) живокости пунцовой           | Живокость пунцовая (Delphinium puniceum)                  | Центральная часть Донецкого кряжа, бассейн рек Кальмиус и Грузский Еланчик | Редкий                     | [ 305 ] |
|                                                               | Живокость русская (Delphinium rossicum)                   | Левобережная Украина (лесостепная и степная зоны, бассейн реки Северский Донец) | Уязвимый                   | [ 306 ] |
| Изображение (недоступная ссылка) живокости Сергея             | Живокость Сергея (Delphinium sergii)                      | Донецкий кряж, одиночно на Приазовской возвышенности | Уязвимый                   | [ 307 ] |
|                                                               | Лютик тора (Ranunculus thora)                             | Свидовец (горы Близница, Драгобрат), Черногора (почти все вершины, от горы Петрос к горе Поп-Иван, включая Ребра и Шпицы) и Мармарошский массив (горы Поп-Иван, Ненеска) | Редкий                     | [ 308 ] |
| Изображение (недоступная ссылка) рутовника кориандролистного  | Рутовник кориандролистный (Callianthemum coriandrifolium) | Черногора | Исчезающий                 | [ 309 ] |
|                                                               | Сон-трава большая (Pulsatilla grandis)                    | Изолированные места произрастания на Подолье, Прикарпатье, редко в правобережной лесостепи, возможно в левобережной степи | Уязвимый                   | [ 310 ] |
| Изображение (недоступная ссылка) сон-травы крымской           | Сон-трава крымская (Pulsatilla taurica)                   | Горный Крым | Неоценённый                | [ 311 ] |
|                                                               | Сон-трава луговая (Pulsatilla pratensis)                  | Большая часть территорий в лесной, а также в лесостепной и степной (спорадически) зонах, кроме крайних западных районов и Крыма | Неоценённый                | [ 312 ] |
|                                                               | Сон-трава раскрытая (Pulsatilla patens)                   | Полесье, лесостепь, северная степь | Неоценённый                | [ 313 ] |
| Изображение (недоступная ссылка) сон-травы Шерфеля            | Сон-трава Шерфеля (Pulsatilla scherfelii)                 | На большинстве вершин Черногоры (горы Говерла, Петрос, Ребра, Шпицы и др.), Свидовца (гора Драгобрат), Мармароша (горы Поп-Иван, Ненеска), Горган (гора Негровец) и буковинских Карпат (верховья рек Белый Черемош и Сучава) | Редкий                     | [ 314 ] |
| Изображение (недоступная ссылка) шелковника плавающего        | Шелковник плавающий (Batrachium fluitans)                 | Центральное Полесье (Житомирская область) | Уязвимый                   | [ 315 ] |
| Семейство Маковые (Papaveraceae)                              |                                                           | |                            |         |
|                                                               | Глауциум жёлтый (Glaucium flavum)                         | Побережье Чёрного и Азовского морей | Уязвимый                   | [ 316 ] |
| Подсемейство Маревые (Chenopodioídeae)                        |                                                           | |                            |         |
| Изображение (недоступная ссылка) солянки туполистной          | Солянка туполистная (Salsola mutica)                      | Отдельные локалитеты на побережьях Азовского и Чёрного морей | Уязвимый                   | [ 317 ] |
| Семейство Маслиновые (Oleaceae)                               |                                                           | |                            |         |
|                                                               | Сирень венгерская (Syringa josikaea)                      | В истоках рек Уж, Латорица, Река, Стрый на высотах 400—750 м | Уязвимый                   | [ 318 ] |
|                                                               | Ясень манновый (Fraxinus ornus)                           | Закарпатье. Культивируют и иногда дичает за пределами естественного ареала | Редкий                     | [ 319 ] |
| Семейство Молочайные (Euphorbiaceae)                          |                                                           | |                            |         |
| Изображение (недоступная ссылка) молочая волынского           | Молочай волынский (Euphorbia volhynica)                   | Подольская, реже Волынская, возвышенности | Редкий                     | [ 320 ] |
| Изображение (недоступная ссылка) молочая густомохнатоплодного | Молочай густомохнатоплодный (Euphorbia valdevillosocarpa) | Приднестровье | Исчезающий                 | [ 321 ] |
|                                                               | Молочай прибрежный (Euphorbia paralias)                   | Авандюны на морском побережье Крыма | Уязвимый                   | [ 322 ] |
| Семейство Норичниковые (Scrophulariáceae)                     |                                                           | |                            |         |
| Изображение (недоступная ссылка) коровяка раскидистого        | Коровяк раскидистый (Verbascum laxum)                     | Донецкий кряж (в бассейне реки Миус) | Исчезающий                 | [ 323 ] |
| Изображение (недоступная ссылка) норичника весеннего          | Норичник весенний (Scrophularia vernalis)                 | Изредка в южной части лесостепи и северо-восточной части степи | Уязвимый                   | [ 324 ] |
| Изображение (недоступная ссылка) норичника гранитного         | Норичник гранитный (Scrophularia granitica)               | Северное Приазовье, Донецкий кряж | Недостаточно известен      | [ 325 ] |
| Изображение (недоступная ссылка) норичника донецкого          | Норичник донецкий (Scrophularia donetzica)                | На сланцах и сланцевых осыпях Донецкого кряжа и в Северном Приазовье | Неоценённый                | [ 326 ] |
| Изображение (недоступная ссылка) норичника мелового           | Норичник меловой (Scrophularia cretacea)                  | Бассейн Северского Донца | Неоценённый                | [ 327 ] |
| Семейство Паслёновые (Solanaceae)                             |                                                           | |                            |         |
|                                                               | Красавка белладонна (Atropa belladonna)                   | Закарпатье, Карпаты, Прикарпатье, Расточье, Ополье, Приднестровье, Крым (горная часть) | Уязвимый                   | [ 328 ] |
|                                                               | Скополия карниолийская (Scopolia carniolica)              | На Украине проходит северо-восточная граница европейской части ареала вида по линии Львов — Ровно — Новоград-Волынский — Житомир — Киев — Канев — Знаменка — Умань — Вапнярка | Неоценённый                | [ 329 ] |
| Семейство Первоцветные (Primuláceae)                          |                                                           | |                            |         |
|                                                               | Кортуза Маттиоли (Cortusa matthioli)                      | Черногора (гора Говерла) | Исчезающий                 | [ 330 ] |
| Изображение (недоступная ссылка) первоцвета Галлера           | Первоцвет Галлера (Primula halleri)                       | Черногора (горы Петрос, Говерла), Свидовец (горы Драгобрат, Близница, Геришаска) и Мармарош (гора Ненеска) | Редкий                     | [ 331 ] |
| Изображение (недоступная ссылка) первоцвета маленького        | Первоцвет маленький (Primula minima)                      | Черногора (горы Петрос, Ребра, Шпицы, Туркул, Гутин Томнатек, Поп-Иван Черногорский) и Мармарошский массив (гора Поп-Иван) | Редкий                     | [ 332 ] |
|                                                               | Первоцвет мучнистый (Primula farinosa)                    | Был найден в 1961 году в урочище Гередживка около пгт Ясиня Раховского района, позже под влиянием мелиорации эти растения здесь погибли | Исчезнувший в природе      | [ 333 ] |
|                                                               | Проломник Козо-Полянского (Androsace koso-poljanskii)     | Бассейн рек Волчья и Оскол — притоков Северского Донца | Исчезающий                 | [ 334 ] |
|                                                               | Цикламен Кузнецова (Cyclamen coum)                        | Горный Крым, массив Бурундук-кая; около сёл Кривцово, Мелехово, Муромское, Некрасово, Пролом, Русское, Сенное (Белогорский район) | Исчезающий                 | [ 335 ] |
| Семейство Пионовые (Paeoniaceae)                              |                                                           | |                            |         |
|                                                               | Пион крымский (Paeonia daurica)                           | Горный Крым | Уязвимый                   | [ 336 ] |
|                                                               | Пион тонколистный (Paeonia tenuifolia)                    | Южная часть лесостепи и степь, горный Крым | Уязвимый                   | [ 337 ] |
| Семейство Плюмбаговые (Plumbaginaceae)                        |                                                           | |                            |         |
|                                                               | Армерия приморская (Armeria pocutica)                     | Восточные Карпаты: бассейн реки Чёрный Черемош | Пропавший                  | [ 338 ] |
| Семейство Повойничковые (Elatinaceae)                         |                                                           | |                            |         |
| Изображение (недоступная ссылка) повойничека венгерского      | Повойничек венгерский (Elatine hungarica)                 | В низовьях рек Южный Буг и Днепр. Существуют также указания для Крыма и Закарпатья, не подтверждённые гербарными образцами | Уязвимый                   | [ 339 ] |
| Семейство Подорожниковые (Plantaginaceae)                     |                                                           | |                            |         |
|                                                               | Вероника безлистная (Veronica aphylla)                    | Карпаты, Свидовец (горы Драгобрат, Близница) | Редкий                     | [ 340 ] |
|                                                               | Вероника маргаритковая (Veronica bellidioides)            | Карпаты (горы Поп-Иван Мармарошский и Гутин Томнатек в Черногоре) | Исчезающий                 | [ 341 ] |
|                                                               | Шаровница волосоцветковая (Globularia trichosantha)       | Горный Крым | Редкий                     | [ 342 ] |
| Семейство Пузырчатковые (Lentibulariáceae)                    |                                                           | |                            |         |
|                                                               | Жирянка альпийская (Pinguicula alpina)                    | Карпаты: Свидовец (горы Близница и Драгобрат), Черногора (горы Говерла, Петрос, Поп-Иван, урочище Примаратик), Чивчины (горы Чёрный Дол, Фатия Банулуи, Гнетеса, Прелуки, Чивчинаж, Чивчин) | Редкий                     | [ 343 ] |
| Изображение (недоступная ссылка) жирянки двухцветной          | Жирянка двухцветная (Pinguicula bicolor)                  | Узкий эндемик (Восточные Карпаты, Волыно-Подольская возвышенность: Расточье, северная часть Ополья, Вороняки) | Исчезающий                 | [ 344 ] |
|                                                               | Жирянка обыкновенная (Pinguicula vulgaris)                | Западное Полесье, Малое Полесье, Волынская возвышенность, Подолье, Украинские Карпаты | Уязвимый                   | [ 345 ] |
|                                                               | Пузырчатка Брема (Utricularia bremii)                     | Известно единственное местонахождение вида по гербарному собранию А. Маргиттая 1920-х годов в болоте Чёрный Мочар (Серне Мочар) между городами Мукачево и Берегово на Закарпатье | Исчезнувший в природе      | [ 346 ] |
|                                                               | Пузырчатка малая (Utricularia minor)                      | Лесная зона (преимущественно Полесье) и лесостепь — изредка, степь — очень редко, по долинам крупных рек | Уязвимый                   | [ 347 ] |
|                                                               | Пузырчатка средняя (Utricularia intermedia)               | Лесная зона (преимущественно Полесье) — спорадически, Лесостепь — изредка | Уязвимый                   | [ 348 ] |
|                                                               | Пузырчатка южная (Utricularia australis)                  | Закарпатская равнина и Прикарпатье | Уязвимый                   | [ 349 ] |
| Семейство Розовые (Rosáceae)                                  |                                                           | |                            |         |
| Изображение (недоступная ссылка) боярышника Поярковой         | Боярышник Поярковой (Crataegus pojarkovae)                | Крымский эндемик. Изредка растёт в восточной части Горного Крыма — на массиве Карадаг | Уязвимый                   | [ 350 ] |
| Изображение (недоступная ссылка) боярышника Турнефора         | Боярышник Турнефора (Crataegus tournefortii)              | Восточная часть Горного Крыма | Уязвимый                   | [ 351 ] |
| Изображение (недоступная ссылка) вальдштейнии гравилатовидной | Вальдштейния гравилатовидная (Waldsteinia geoides)        | Приднестровье | Уязвимый                   | [ 352 ] |
| Изображение (недоступная ссылка) вишни Клокова                | Вишня Клокова (Cerasus klokovii)                          | Северные отроги Приднепровской возвышенности, бассейн реки Южный Буг, гранитно-степное Побужье | Уязвимый                   | [ 353 ] |
|                                                               | Дриада восьмилепестная (Dryas octopetala)                 | Карпаты (массивы Свидовец и Черногора) | Редкий                     | [ 354 ] |
|                                                               | Рябина глоговина (Sorbus torminalis)                      | На Украине проходит крайняя северо-восточная граница распространения вида: Закарпатье, Предкарпатье, Северная Бессарабия, Подолье. Отдельные локалитеты есть в Горном Крыму | Неоценённый                | [ 355 ] |
| Изображение (недоступная ссылка) таволги польской             | Таволга польская (Spiraea polonica)                       | Западное Подолье (Среднее Приднестровье) | Исчезающий                 | [ 356 ] |
| Изображение (недоступная ссылка) шиповника донецкого          | Шиповник донецкий (Rosa donetzica)                        | Донецко-Приазовский эндемик. Бассейн рек Миус и Кальмиус | Недостаточно известен      | [ 357 ] |
| Изображение (недоступная ссылка) шиповника Чацкого            | Шиповник Чацкого (Rosa czackiana)                         | Северо-западное Подолье, Товтров кряж, Ополье, Приднестровье, редко — Малое Полесье и Прикарпатье | Неоценённый                | [ 358 ] |
| Семейство Росянковые (Droseráceae)                            |                                                           | |                            |         |
|                                                               | Альдрованда пузырчатая (Aldrovanda vesiculosa)            | Почти по всей равнинной части, больше местонахождений в низовьях Дуная и в Полесской части реки Днепр. Большинство локалитетов зарегистрировано во второй половине XIX — первой половине XX века | Редкий                     | [ 359 ] |
|                                                               | Росянка английская (Drosera anglica)                      | Полесье, Расточье, лесостепь, преимущественно левобережная | Уязвимый                   | [ 360 ] |
|                                                               | Росянка промежуточная (Drosera intermedia)                | Преимущественно на Правобережном Полесье, реже — в лесостепи | Уязвимый                   | [ 361 ] |
| Семейство Рутовые (Rutaceae)                                  |                                                           | |                            |         |
|                                                               | Ясенец белый (Dictamnus albus)                            | Подольская возвышенность, Закарпатье, северо-западное Причерноморье | Редкий                     | [ 362 ] |
| Семейство Селитрянковые (Nitrariáceae)                        |                                                           | |                            |         |
|                                                               | Селитрянка Шобера (Nitraria schoberi)                     | Черноморское побережье Крыма: от села Малореченского (Алуштинский горсовет) до Феодосии | Исчезающий                 | [ 363 ] |
| Семейство Сельдерейные (Apiáceae)                             |                                                           | |                            |         |
| Изображение (недоступная ссылка) борщевика лигустиколистного  | Борщевик лигустиколистный (Heracleum ligusticifolium)     | Крымские горы: яйла, прияйлинские осыпи и трещиноватые останцы | Редкий                     | [ 364 ] |
| Изображение (недоступная ссылка) борщевика пушистого          | Борщевик пушистый (Heracleum pubescens)                   | Эндемик южного берега Крыма (Никитский хребет, около Никитского ботанического сада) | Редкий                     | [ 365 ] |
| Изображение (недоступная ссылка) володушки лютиковидной       | Володушка лютиковидная (Bupleurum ranunculoides)          | Единственная популяция на хребте Свидовец, гора Герешаска | Исчезающий                 | [ 366 ] |
|                                                               | Володушка тончайшая (Bupleurum tenuissimum)               | Закарпатье, южная часть степи | Уязвимый                   | [ 367 ] |
| Изображение (недоступная ссылка) гирчовника татарского        | Гирчовник татарский (Conioselinum vaginatum)              | Несколько локалитетов на Подолье и в Карпатах | Редкий                     | [ 368 ] |
| Изображение (недоступная ссылка) жабрицы Леманна              | Жабрица Леманна (Seseli lehmannii)                        | Горный Крым. Растёт на вершинах яйл (Ай-Петри, Гурзуфская, Демержи, Бабуган, Чатыр-Даг) и очень редко на безлесных вершинах в поясе буковых лесов | Редкий                     | [ 369 ] |
| Изображение (недоступная ссылка) колюченосника Сибторпа       | Колюченосник Сибторпа (Echinophora sibthorpiana)          | Берег Чёрного моря в Зелёной бухте (пгт Новый Свет) | Исчезнувший в природе      | [ 370 ] |
|                                                               | Критмум морской (Crithmum maritimum)                      | Вдоль Черноморского берега Крыма | Неоценённый                | [ 371 ] |
| Изображение (недоступная ссылка) морковницы прибрежной        | Морковница прибрежная (Astrodaucus littoralis)            | Азово-Черноморское побережье | Уязвимый                   | [ 372 ] |
| Изображение (недоступная ссылка) палимбии солончаковой        | Палимбия солончаковая (Palimbia salsa)                    | Южная степь, бассейн Северского Донца | Уязвимый                   | [ 373 ] |
| Изображение (недоступная ссылка) палимбии тургайской          | Палимбия тургайская (Palimbia turgaica)                   | Бассейн Северского Донца (город Славянск, село Копанки Изюмского района) | Исчезающий                 | [ 374 ] |
| Изображение (недоступная ссылка) прангоса трёхраздельного     | Прангос трёхраздельный (Prangos trifida)                  | Спорадически в верхнем поясе центральной части южного и северного макросклонов главной гряды Крымских гор | Редкий                     | [ 375 ] |
| Изображение (недоступная ссылка) румии критмолистной          | Румия критмолистная (Rumia crithmifolia)                  | Предгорье и южный берег Крыма | Неоценённый                | [ 376 ] |
| Изображение (недоступная ссылка) тринии Биберштейна           | Триния Биберштейна (Trinia biebersteinii)                 | Изредка встречается в предгорной и горной юго-западной части Крыма | Редкий                     | [ 377 ] |
| Семейство Тамарисковые (Tamaricáceae)                         |                                                           | |                            |         |
| Изображение (недоступная ссылка) гребенщика стройного         | Гребенщик стройный (Tamarix gracilis)                     | Побережье Азовского моря | Уязвимый                   | [ 378 ] |
| Семейство Толстянковые (Crassulaceae)                         |                                                           | |                            |         |
| Изображение (недоступная ссылка) бородника побегоносного      | Бородник побегоносный (Jovibarba sobolifera)              | Север Полесья | Редкий                     | [ 379 ] |
| Изображение (недоступная ссылка) бородника шершавого          | Бородник шершавый (Jovibarba hirta)                       | Мармаросские Альпы (гора Поп-Иван), Свидовец (горы Близница, Герашеска), Чивчин (горы Чёрный Дол, Прелуки) | Редкий                     | [ 380 ] |
|                                                               | Молодило горное (Sempervivum montanum)                    | Бескиды (гора Пикуй), Черногора (горы Менчул, Бребенескул, Поп-Иван) и Мармаросские горы (гора Поп-Иван Мармаросский), а также Прикарпатье (около с. Печенежин Коломыйского района Ивано-Франковской области) | Редкий                     | [ 381 ] |
|                                                               | Молодило мраморное (Sempervivum marmoreum)                | В Украинских Карпатах на горе Кобыла в южной части Свидовца и в Мармаросских горах в долине Белого потока около с. Деловое (Раховский район, Закарпатская область) | Исчезающий                 | [ 382 ] |
| Изображение (недоступная ссылка) очитка древнего              | Очиток древний (Sedum antiquum)                           | Украинские Карпаты (Мармаросский и Угольско-Широколужанский массивы), Западное Подолье (Ополье) | Редкий                     | [ 383 ] |
|                                                               | Родиола розовая (Rhodiola rosea)                          | Изредка в Карпатах на хребтах Черногора (горы Петрос, Говерла, Поп-Иван), Свидовец (горы Близнецы, Драгобрат, Герешаска) и в Мармаросских горах (горы Ненеска, Поп-Иван) | Уязвимый                   | [ 384 ] |
| Семейство Фиалковые (Violáceae)                               |                                                           | |                            |         |
|                                                               | Фиалка белая (Viola alba)                                 | Закарпатье (Чёрная гора), юго-восточное Подолье (Товтровый кряж). Указывается для степной зоны (сомнительно) | Редкий                     | [ 385 ] |
| Изображение (недоступная ссылка) фиалки Джоя                  | Фиалка Джоя (Viola jooi)                                  | Покутье (с. Назаренково Городенковского района, с. Герасимов Тлумачского района Ивано-Франковской области — урочища Болды и Жёлоб) | Уязвимый                   | [ 386 ] |
| Изображение (недоступная ссылка) фиалки крымской              | Фиалка крымская (Viola oreades)                           | Вершины высоких яйл западной и центральной части Главной гряды Крымских гор | Редкий                     | [ 387 ] |
| Семейство Фисташковые (Anacardiaceae)                         |                                                           | |                            |         |
| Изображение (недоступная ссылка) фисташки туполистной         | Фисташка туполистная (Pistacia mutica)                    | Южный берег Крыма (Балаклава — Кара) и фрагментарно в западной части предгорья (Севастополь — Бахчисарай) | Неоценённый                | [ 388 ] |
| Семейство Франкениевые (Frankeniaceae)                        |                                                           | |                            |         |
| Изображение (недоступная ссылка) франкении порошистой         | Франкения порошистая (Frankenia pulverulenta)             | Встречается на крайнем юге степи (от устья Дуная до реки Молочной) и в Крыму | Уязвимый                   | [ 389 ] |
| Однодольные                                                   |                                                           | |                            |         |
| Семейство Амариллисовые (Amaryllidáceae)                      |                                                           | |                            |         |
|                                                               | Белоцветник весенний (Leucojum vernum)                    | Закарпатье, Карпаты, Предкарпатье, Малое Полесье, Северное Подолье и Расточье | Неоценённый                | [ 390 ] |
|                                                               | Белоцветник летний (Leucojum aestivum)                    | Закарпатская низменность и долины рек в нижнем поясе, степная зона — дельты рек Днепр, Дунай, предгорья Крымских гор | Уязвимый                   | [ 391 ] |
|                                                               | Нарцисс узколистный (Narcissus angustifolius)             | В высокогорье (Свидовец и Мармарош), в Закарпатском предгорье, на Закарпатской равнине | Уязвимый                   | [ 392 ] |
|                                                               | Подснежник белоснежный (Galanthus nivalis)                | Преимущественно в правобережной лесостепи, Карпатах, Прикарпатье, Западном Подолье, Расточье, реже на Правобережном Полесье, редко — в левобережной лесостепи | Неоценённый                | [ 393 ] |
|                                                               | Подснежник складчатый (Galanthus plicatus)                | Горный Крым от Балаклавы до Коктебеля (исключая яйлы). За пределами сплошного ареала встречаются отдельные островные локалитеты возможно заносного происхождения (Черкасская область, Холодный Яр) | Уязвимый                   | [ 394 ] |
|                                                               | Подснежник Элвиса (Galanthus elwesii)                     | Юг Бессарабской возвышенности и Причерноморская низменность | Уязвимый                   | [ 395 ] |
|                                                               | Штернбергия зимовникоцветная (Sternbergia colchiciflora)  | Северо-Западное Причерноморье, Степной, редко Горный Крым | Уязвимый                   | [ 396 ] |
| Семейство Ароидные (Araceae)                                  |                                                           | |                            |         |
| Изображение (недоступная ссылка) аройника белокрылого         | Аройник белокрылый (Arum albispathum)                     | Горный Крым | Исчезающий                 | [ 397 ] |
| Изображение (недоступная ссылка) аройника восточного          | Аройник восточный (Arum orientale)                        | Горный Крым. В книге «Флора СССР» (1935) упоминается Среднее Приднепровье, Причерноморье, но там растёт A. elongatum | Редкий                     | [ 398 ] |
| Подсемейство Асфоделовые (Asphodeloideae)                     |                                                           | |                            |         |
|                                                               | Асфоделина жёлтая (Asphodeline lutea)                     | Горный Крым (на макросклонах главной гряды, предгорьях, спорадически на яйлах) | Неоценённый                | [ 399 ] |
| Изображение (недоступная ссылка) эремуруса крымского          | Эремур крымский (Eremurus tauricus)                       | В разных высотных поясах Горного Крыма | Исчезающий                 | [ 400 ] |
| Изображение (недоступная ссылка) эремуруса замечательного     | Эремурус замечательный (Eremurus spectabilis)             | Горный Крым, Донецкий кряж (бассейн Северского Донца) | Исчезающий                 | [ 401 ] |
| Семейство Безвременниковые (Colchicaceae)                     |                                                           | |                            |         |
| Изображение (недоступная ссылка) безвременника анкарского     | Безвременник анкарский (Colchicum ancyrense)              | Причерноморские степи, равнинный и Горный Крым | Уязвимый                   | [ 402 ] |
|                                                               | Безвременник осенний (Colchicum autumnale)                | Карпаты (преимущественно в предгорьях и нижнем горном поясе, реже до 1100 м). Изредка заходит на Подолье и Полесье | Неоценённый                | [ 403 ] |
| Изображение (недоступная ссылка) безвременника теневого       | Безвременник теневой (Colchicum umbrosum)                 | Горный Крым (от Байдарской долины до Кара-Дага) | Уязвимый                   | [ 404 ] |
| Изображение (недоступная ссылка) безвременника Фомина         | Безвременник Фомина (Colchicum fominii)                   | Бассейны рек Киргиж, Когильник, Кучурган | Уязвимый                   | [ 405 ] |
| Изображение (недоступная ссылка) брандушки разноцветной       | Брандушка разноцветная (Bulbocodium versicolor)           | Преимущественно в лесостепи и степи, изолированный локалитет в Прут-Днестровской равнине (5 местонахождений) | Уязвимый                   | [ 406 ] |
| Семейство Гиацинтовые (Hyacinthaceae)                         |                                                           | |                            |         |
|                                                               | Гиацинтик Палласа (Hyacinthella pallasiana)               | Причерноморье, восточная часть Северного Приазовья, Донецкий кряж и Приднепровская равнина, в юго-восточной части. Есть указания для окрестностей Одессы | Уязвимый                   | [ 407 ] |
|                                                               | Мышиный гиацинт гроздевидный (Muscari botryoides)         | Закарпатье. Известно несколько мест на склонах вулканического холмогорья и одно в Мармарошской котловине. Указания о росте на остальной территории относятся к одичавшим растениям | Исчезающий                 | [ 408 ] |
|                                                               | Птицемлечник Буше (Ornithogalum boucheanum)               | Закарпатье, юг лесостепи, степь и Причерноморье | Неоценённый                | [ 409 ] |
| Изображение (недоступная ссылка) птицемлечника горного        | Птицемлечник горный (Ornithogalum oreoides)               | Юго-запад Правобережной злаковой степи (Болградский, Тарутинский, Татарбунарский районы Одесской области) | Уязвимый                   | [ 410 ] |
| Изображение (недоступная ссылка) птицемлечника двусмысленного | Птицемлечник двусмысленный (Ornithogalum amphibolum)      | Юго-запад Правобережной злаковой степи (Болградский и Измаильский районы Одесской области) | Исчезающий                 | [ 411 ] |
| Изображение (недоступная ссылка) птицемлечника преломленного  | Птицемлечник преломленный (Ornithogalum refractum)        | Два эксклава: юго-западная Правобережная злаковая степь (Одесская область, Тарутинский район, около пгт Тарутино, с. Виноградовка, Малоярославец I, Малоярославец II, остров Змеиный) и Предгорье Крыма | Уязвимый                   | [ 412 ] |
| Семейство Злаки (Gramíneae)                                   |                                                           | |                            |         |
| Изображение (недоступная ссылка) беллардиохлои фиолетовой     | Беллардиохлоа фиолетовая (Bellardiochloa violacea)        | Черногора (горы Шешул, Говерла, Туркул, Козлы, Ребра, Шпицы, Бребенескул, Поп-Иван), Чивчины (горы Чивчин, Балтагур), Свидовец (горы Драгобрат, Герешаска) и Мармаросские горы | Редкий                     | [ 413 ] |
| Изображение (недоступная ссылка) горянки двурядной            | Горянка двурядная (Oreochloa disticha)                    | Очень редко на хребтах Черногора (гора Туркул) и Свидовец (гора Малая Близница) | Исчезающий                 | [ 414 ] |
|                                                               | Двучешуйник согнутый (Parapholis incurva)                 | Известен в Крыму только с морского берега в Севастополе (бухты Казачья и Круглая) | Недостаточно известен      | [ 415 ] |
|                                                               | Золотобородник цикадовый (Chrysopogon gryllus)            | Южная часть западной лесостепи и крайний юг степи | Уязвимый                   | [ 416 ] |
| Изображение (недоступная ссылка) келерии Талиева              | Келерия Талиева (Koeleria talievii)                       | Бассейн Северского Донца и его притоков | Неоценённый                | [ 417 ] |
| Изображение (недоступная ссылка) ковыля азовского             | Ковыль азовский (Stipa maeotica)                          | Северное Приазовье | Недостаточно известен      | [ 418 ] |
| Изображение (недоступная ссылка) ковыля Браунера              | Ковыль Браунера (Stipa brauneri)                          | Предгорье, горный и степной Крым | Неоценённый                | [ 419 ] |
|                                                               | Ковыль-волосатик (Stipa capillata)                        | Доходит до южных границ Полесья, в лесостепи и степи, Крыму — обычно | Неоценённый                | [ 420 ] |
|                                                               | Ковыль горный (Stipa oreades)                             | Северная и центральная части Главной гряды Крымских гор | Недостаточно известен      | [ 421 ] |
| Изображение (недоступная ссылка) ковыля гранитного            | Ковыль гранитный (Stipa graniticola)                      | Южная часть степной зоны | Недостаточно известен      | [ 422 ] |
|                                                               | Ковыль днепровский (Stipa borysthenica)                   | Южное Полесье, боровая терраса Днепра, восточная лесостепь, речные и приморские пески степной части страны | Уязвимый                   | [ 423 ] |
| Изображение (недоступная ссылка) ковыля донецкого             | Ковыль донецкий (Stipa donetzica)                         | Локально распространён в восточной части Донецкого кряжа | Недостаточно известен      | [ 424 ] |
| Изображение (недоступная ссылка) ковыля закарпатского         | Ковыль закарпатский (Stipa transcarpatica)                | Единственное место произрастания на южном склоне г. Чёрная Гора около города Виноградов Закарпатской области | Исчезающий                 | [ 425 ] |
| Изображение (недоступная ссылка) ковыля Залесского            | Ковыль Залесского (Stipa zalesskii)                       | Причерноморская та Приазовская низменности, равнинная часть Крыма | Уязвимый                   | [ 426 ] |
| Изображение (недоступная ссылка) ковыля камнелюбивого         | Ковыль камнелюбивый (Stipa lithophila)                    | Горный Крым, редко спускается на южный берег Крыма | Неоценённый                | [ 427 ] |
| Изображение (недоступная ссылка) ковыля короткокрылого        | Ковыль короткокрылый (Stipa brachyptera)                  | Горный Крым | Недостаточно известен      | [ 428 ] |
|                                                               | Ковыль красивейший (Stipa pulcherrima)                    | Преимущественно в лесостепи и степи, реже — в Крыму. Изолированные местонахождения в Сумской области | Уязвимый                   | [ 429 ] |
|                                                               | Ковыль Лессинга (Stipa lessingiana)                       | Степь, горный Крым, изредка — лесостепь (южные районы) | Неоценённый                |         |
| Изображение (недоступная ссылка) ковыля майского              | Ковыль майский (Stipa majalis)                            | Одесская область, Лиманский район, село Першотравневое | Недостаточно известен      | [ 430 ] |
| Изображение (недоступная ссылка) ковыля Мартиновского         | Ковыль Мартиновского (Stipa martinovskyi)                 | Эндемик Крыма. Известны отдельные местонахождения: Симферопольский район, около с. Партизанское, Кольчугино; около с. Планерское, Нижние Козы; Тарханкутский полуостров, между пгт Черноморское и Красная Поляна | Недостаточно известен      | [ 426 ] |
| Изображение (недоступная ссылка) ковыля обманчивого           | Ковыль обманчивый (Stipa fallacina)                       | Северно-восточная часть Приазовья | Недостаточно известен      | [ 431 ] |
| Изображение (недоступная ссылка) ковыля обособленного         | Ковыль обособленный (Stipa disjuncta)                     | Левобережная лесостепь и степь, изредка на Полесье | Уязвимый                   | [ 432 ] |
|                                                               | Ковыль опушеннолистный (Stipa dasyphylla)                 | В степной зоне с иррадиацией в лесостепную, Подольская и Приднепровская возвышенности | Уязвимый                   | [ 433 ] |
|                                                               | Ковыль перистый (Stipa pennata)                           | Волыно-Подольская возвышенность, лесостепная (чаще на Левобережье), степная зоны | Уязвимый                   | [ 434 ] |
| Изображение (недоступная ссылка) ковыля поэтического          | Ковыль поэтический (Stipa poëtica)                        | Предгорье южного и восточного Крыма | Уязвимый                   | [ 435 ] |
| Изображение (недоступная ссылка) ковыля разнолистного         | Ковыль разнолистный (Stipa heterophylla)                  | Горный Крым | Недостаточно известен      | [ 436 ] |
| Изображение (недоступная ссылка) ковыля Сырейщикова           | Ковыль Сырейщикова (Stipa syreistschikowii)               | Восточная часть южного побережья Крыма (Кара-Даг — Судак) | Уязвимый                   | [ 437 ] |
| Изображение (недоступная ссылка) ковыля удивительного         | Ковыль удивительный (Stipa adoxa)                         | Северо-восточная часть Приазовья | Недостаточно известен      | [ 438 ] |
|                                                               | Ковыль узколистный (Stipa tirsa)                          | Северное Подолье (редко), лесостепь, степь, горный Крым | Уязвимый                   | [ 439 ] |
| Изображение (недоступная ссылка) ковыля уклоняющегося         | Ковыль уклоняющийся (Stipa anomala)                       | Донецкий кряж и Приазовская возвышенность (в бассейне реки Кальчик) | Исчезающий                 | [ 440 ] |
|                                                               | Ковыль украинский (Stipa ucrainica)                       | Причерноморская и Приазовская низменности, равнинная часть Крыма | Неоценённый                | [ 441 ] |
| Изображение (недоступная ссылка) ковыля шершавого             | Ковыль шершавый (Stipa asperella)                         | Северное Причерноморье (между реками Тилигул и Ингулец, включая Нижнее Побужье), Приазовье, Донецкий кряж | Недостаточно известен      | [ 442 ] |
|                                                               | Ломкоколосник ситниковый (Psathyrostachys juncea)         | Левобережная степь | Редкий                     | [ 443 ] |
| Изображение (недоступная ссылка) мятлика крымского            | Мятлик крымский (Poa taurica)                             | Южный берег Крыма | Недостаточно известен      | [ 444 ] |
| Изображение (недоступная ссылка) мятлика Реманна              | Мятлик Реманна (Poa rehmannii)                            | Черногора (между с. Быстрец и пгт Верховина), Чивчины (хребет Чёрный Дол) | Редкий                     | [ 445 ] |
|                                                               | Овсяница бледноватая (Festuca pallens)                    | Северное Подолье: Кременецкие горы (урочище Девичьи скалы, горы Бона, Божья, Страховая, Маслятин, Черча), Ополье: около с. Подолье (Ивано-Франковская обл.) и горы Большие Голды (Ивано-Франковская область, Рогатинский район, около с. Лучинцы), на известняковых уцелевших участках территории на юге Ровненской области (с. Малая Мильча, Дубенский район)  | Редкий                     | [ 446 ] |
| Изображение (недоступная ссылка) овсяницы горной              | Овсяница горная (Festuca drymeja)                         | Восточные Бескиды («Стужица», «Святые Бескиды»), бассейны потоков Белый и Кузий в Мармаросском кристаллическом массиве, Свидовец, Черногора, Вулканические Карпаты и Закарпатское предгорье. | Уязвимый                   | [ 447 ] |
| Изображение (недоступная ссылка) овсяницы меловой             | Овсяница меловая (Festuca cretacea)                       | Бассейн реки Северский Донец | Неоценённый                | [ 448 ] |
| Изображение (недоступная ссылка) овсяницы Порциуса            | Овсяница Порциуса (Festuca porcii)                        | Черногора и Чивчино-Гринявские горы | Уязвимый                   | [ 449 ] |
|                                                               | Овсяница разнолистная (Festuca heterophylla)              | Очень редко в нижней лесной полосе Карпат и, чаще, на Подольской возвышенности (Расточье, Кременецкие горы, Ополье, Покутье, Товтровый кряж, Приднестровье) | Уязвимый                   | [ 450 ] |
| Изображение (недоступная ссылка) овсяницы скальной            | Овсяница скальная (Festuca saxatilis)                     | Чивчино-Гринявские горы (горы Будиевская Большая, Гнетеса, Лоздун, Сулигул, Чивчин, хребет Чёрный Дол — урочище Большой Камень, водораздел рек Чёрный и Белый Черемош), Черногора (гора Петрос), Мармаросские Альпы (горы Петрос Мармаросский, Ненеска), Угольско-Широколужанский массив                                                                        | Неоценённый                | [ 451 ] |
| Изображение (недоступная ссылка) полевицы альпийской          | Полевица альпийская (Agrostis alpina)                     | Альпийский пояс юго-восточной части Карпат | Недостаточно известен      | [ 452 ] |
| Изображение (недоступная ссылка) полевицы скальной            | Полевица скальная (Agrostis rupestris)                    | Карпаты: альпийский пояс Черногоры | Исчезающий                 | [ 453 ] |
|                                                               | Пшеница дикая однозернянка (Triticum boeoticum)           | Степной и предгорный Крым, Керченский полуостров | Неоценённый                | [ 454 ] |
| Изображение (недоступная ссылка) пырея ковылелистного         | Пырей ковылелистный (Elytrigia stipifolia)                | Восточные и юго-восточные районы левобережной лесостепи и степи | Неоценённый                | [ 455 ] |
| Изображение (недоступная ссылка) регнерии палермской          | Регнерия палермская (Roegneria panormitana)               | Южный берег Крыма | Исчезающий                 | [ 456 ] |
| Изображение (недоступная ссылка) сеслерии голубой             | Сеслерия голубая (Sesleria caerulea)                      | Известен в едином локалитете (Северо-Западное Подолье, Вороняки), где растёт в долине реки Золочевка | Исчезающий                 | [ 457 ] |
| Изображение (недоступная ссылка) цингерии Биберштейна         | Цингерия Биберштейна (Zingeria biebersteiniana)           | Известен один гербарный образец из гербария Траутфеттера, собранный в Крыму, но больше никогда не собирался | Исчезнувший в природе      | [ 458 ] |
| Семейство Ирисовые (Iridáceae)                                |                                                           | |                            |         |
| Изображение (недоступная ссылка) касатика борового            | Касатик боровой (Iris pineticola)                         | Правобережная и левобережная лесостепь, изредка заходит на северную часть степи и по долине Северского Донца | Уязвимый                   | [ 459 ] |
| Изображение (недоступная ссылка) касатика ложносытевого       | Касатик ложносытевый (Iris pseudocyperus)                 | Карпаты: Свидовец (урочища Долгое Бердо, Занога), Вулканический хребет (Анталовецкая Поляна, около села Турья Поляна), около города Мукачево — Монашеская гора, гора Ловачка | Редкий                     | [ 460 ] |
|                                                               | Касатик понтийский (Iris pontica)                         | В границах гранитно-степного Побужья, бассейна рек Громоклея и Ингул. Несколько мест произрастания на территории Кировоградской области. По гербарными образцами 19З0—1950-х годов известен в Одесской и Днепропетровской областях | Уязвимый                   | [ 461 ] |
| Изображение (недоступная ссылка) касатика рогатого            | Касатик рогатый (Iris furcata)                            | Очень редко в бассейне Северского Донца и на Донецком кряже | Исчезающий                 | [ 462 ] |
|                                                               | Касатик сибирский (Iris sibirica)                         | Закарпатье, Прикарпатье, Расточье, Полесье, на западе Подольской возвышенности, реже в правобережной и левобережной лесостепи, изредка — в северной части степной зоны (Днепропетровская область) и в Крыму (Долгоруковская яйла) | Уязвимый                   | [ 463 ] |
|                                                               | Шафран банатский (Crocus banaticus)                       | Карпаты: предгорья Вулканического хребта и Хуст-Солотвинская впадина | Уязвимый                   | [ 464 ] |
|                                                               | Шафран Гейффеля (Crocus heuffelianus)                     | Карпаты (все высотные пояса), Прикарпатье, Прут-Днестровское междуречье (Хотинская возвышенность), Западное Подолье | Неоценённый                | [ 465 ] |
| Изображение (недоступная ссылка) шафрана крымского            | Шафран крымский (Crocus tauricus)                         | Крым (в предгорьях) — от Севастополя до Симферополя, около городов Старый Крым, Феодосия, и в горном Крыму (Ай-Петринская, Бабуган, Демерджи, Никитская яйлы), на Керченском полуострове, а также на косе Бирючий Остров | Уязвимый                   | [ 466 ] |
|                                                               | Шафран Палласа (Crocus pallasii)                          | Крым | Уязвимый                   | [ 467 ] |
|                                                               | Шафран прекрасный (Crocus speciosus)                      | Главная гряда Крымских гор, Керченский полуостров | Уязвимый                   | [ 468 ] |
|                                                               | Шафран сетчатый (Crocus reticulatus)                      | Правобережная и левобережная лесостепь, степь | Неоценённый                | [ 469 ] |
|                                                               | Шафран узколистный (Crocus angustifolius)                 | Горный Крым (предгорья — изредка, южный макросклон — обычно) | Неоценённый                | [ 470 ] |
|                                                               | Шпажник болотный (Gladiolus palustris)                    | Закарпатье, Прикарпатье и Полесье | Исчезающий                 | [ 471 ] |
|                                                               | Шпажник итальянский (Gladiolus italicus)                  | Южный берег Крыма | Исчезающий                 | [ 472 ] |
| Изображение (недоступная ссылка) шпажника тонкого             | Шпажник тонкий (Gladiolus tenuis)                         | Левобережная лесостепь, левобережная степь (северная часть), горный Крым, правобережная лесостепь (редко) | Уязвимый                   | [ 473 ] |
|                                                               | Шпажник черепитчатый (Gladiolus imbricatus)               | Карпаты (более или менее обычно), Полесье, Малое Полесье, Расточье-Ополье, западная лесостепь (довольно редко), левобережье и Крым (редко) | Уязвимый                   | [ 474 ] |
| Семейство Лилейные (Liliáceae)                                |                                                           | |                            |         |
|                                                               | Лилия лесная (Lilium martagon)                            | Карпаты, Закарпатье, Прикарпатье, Расточье, Ополье, Полесье, лесостепь | Неоценённый                | [ 475 ] |
|                                                               | Ллойдия поздняя (Lloydia serotina)                        | Высокогорье Карпат: на хребтах Черногора (горы Говерла, Большие Козлы, Петрос, Смотрич, Шпицы), Свидовец (горы Близница) и Мармарошские горы (гора Гропа) | Редкий                     | [ 476 ] |
|                                                               | Рябчик горный (Fritillaria montana)                       | Изолированные места в Среднем и Южном Приднестровье | Исчезающий                 | [ 477 ] |
|                                                               | Рябчик малый (Fritillaria meleagroides)                   | Левобережная лесостепь и степь (спорадически), правобережная лесостепь и степь (одиночно) | Уязвимый                   | [ 478 ] |
|                                                               | Рябчик русский (Fritillaria ruthenica)                    | Лесостепная и степная зоны | Уязвимый                   | [ 479 ] |
|                                                               | Рябчик шахматный (Frittilaria meleagris)                  | Закарпатье, Прикарпатье, Буковина, западная лесостепь, изредка — правобережная лесостепь, Центральное Полесье | Уязвимый                   | [ 480 ] |
| Изображение (недоступная ссылка) тюльпана бугского            | Тюльпан бугский (Tulipa hypanica)                         | Южная часть правобережной степи между Днестром и Днепром | Уязвимый                   | [ 481 ] |
| Изображение (недоступная ссылка) тюльпана гранитного          | Тюльпан гранитный (Tulipa graniticola)                    | Приазовская возвышенность | Уязвимый                   | [ 482 ] |
|                                                               | Тюльпан двуцветковый (Tulipa biflora)                     | Донецкий кряж и Крым | Уязвимый                   | [ 483 ] |
|                                                               | Тюльпан дубравный (Tulipa quercetorum)                    | Правобережная и левобережная лесостепь и степь (кроме южных регионов) | Уязвимый                   | [ 484 ] |
| Изображение (недоступная ссылка) тюльпана змеелистного        | Тюльпан змеелистный (Tulipa ophiophylla)                  | Донецкий кряж и прилегающие области левобережной степи | Уязвимый                   | [ 485 ] |
| Изображение (недоступная ссылка) тюльпана скифского           | Тюльпан скифский (Tulipa scythica)                        | Юг левобережной степи, в междуречье рек Днепр и Молочной, в единственном месте — биосферном заповеднике «Аскания-Нова» | Исчезающий                 | [ 486 ] |
|                                                               | Тюльпан Шренка (Tulipa schrenkii)                         | Южная и восточная части степной зоны, Крым | Уязвимый                   | [ 487 ] |
|                                                               | Эритроний собачий зуб (Erythronium dens-canis)            | Карпаты и Прикарпатье. Обособленные локалитеты существуют в Северном Подолье, Центральном Полесье | Редкий                     | [ 488 ] |
| Семейство Луковые (Alliáceae)                                 |                                                           | |                            |         |
| Изображение (недоступная ссылка) лука беловатого              | Лук беловатый (Allium albidum)                            | Нижний пояс горного Крыма | Исчезающий                 | [ 489 ] |
|                                                               | Лук косой (Allium obliquum)                               | Изолированный эксклав на левом берегу реки Смотрич севернее села Устье Каменец-Подольского района Хмельницкой области | Исчезающий                 | [ 490 ] |
| Изображение (недоступная ссылка) лука круглоногого            | Лук круглоногий (Allium sphaeropodum)                     | Северо-западное Причерноморье, Приднестровье. Западная лесостепь, правобережная степь. Восточная граница распространения проходит по реке Ингулец | Уязвимый                   | [ 491 ] |
| Изображение (недоступная ссылка) лука линейного               | Лук линейный (Allium lineare)                             | Донецкий кряж и Приазовская возвышенность, а также изолированно на правобережной Днепропетровщине (город Кривой Рог) | Уязвимый                   | [ 492 ] |
|                                                               | Лук медвежий (черемша) (Allium ursinum)                   | Полесье (изредка), лесостепь (в основном правобережная), Карпаты и Прикарпатье (спорадически), восточная часть лесостепи (изредка) | Неоценённый                | [ 493 ] |
| Изображение (недоступная ссылка) лука переодетого             | Лук переодетый (Allium pervestitum)                       | Северное Приазовье, Присивашье, Приднестровье | Исчезающий                 | [ 494 ] |
|                                                               | Лук прямой (Allium strictum)                              | Подолье: Гологоры, Кременецкие горы, Медоборы (Товтры), Приднестровье | Редкий                     | [ 495 ] |
| Изображение (недоступная ссылка) лука регелевского            | Лук регелевский (Allium regelianum)                       | Степная зона (юг) | Редкий                     | [ 496 ] |
| Изображение (недоступная ссылка) лука савранского             | Лук савранский (Allium savranicum)                        | Степная зона: бассейны Днепра, Северского Донца и Южного Буга (редко) | Уязвимый                   | [ 497 ] |
| Изображение (недоступная ссылка) лука скифского               | Лук скифский (Allium scythicum)                           | Юг степи (Голопристанский и Чаплинский районы) | Уязвимый                   | [ 498 ] |
| Изображение (недоступная ссылка) нектароскордия болгарского   | Нектароскордий болгарский (Nectaroscordum bulgaricum)     | Горный Крым | Редкий                     | [ 499 ] |
| Семейство Нолиновые (Nolinoídeae)                             |                                                           | |                            |         |
|                                                               | Иглица подъязычная (Ruscus hypoglossum)                   | Главная гряда Крымских гор; южный макросклон западного побережья (от Батилимана до центральной части горы Кастель), в северном макросклоне редко (село Соколиное, Бахчисарайский район) | Редкий                     | [ 500 ] |
| Семейство Осоковые (Cyperáceae)                               |                                                           | |                            |         |
|                                                               | Меч-трава обыкновенная (Cladium mariscus)                 | Изолированные места произрастания в пределах Западного и Малого Полесья, Северное Подолье, Ополье (subsp. mariscus) и побережье Чёрного моря от устья Дуная до западной части Крымского полуострова (subsp. martii) | Уязвимый                   | [ 501 ] |
|                                                               | Осока белая (Carex alba)                                  | Приднестровье | Исчезающий                 | [ 502 ] |
|                                                               | Осока блестящеплодная (Carex liparocarpos)                | Степь, побережье Чёрного и Азовского морей, в горный Крым (Ялтинская яйла) | Исчезающий                 | [ 503 ] |
|                                                               | Осока богемская (Carex bohemica)                          | Отдельные места произрастания на Полесье, в лесостепи и на Расточье | Уязвимый                   | [ 504 ] |
|                                                               | Осока болотолюбивая (Carex heleonastes)                   | Прикарпатье, Расточье-Ополье, Западное Полесье | Исчезающий                 | [ 505 ] |
|                                                               | Осока Буксбаума (Carex buxbaumii)                         | Полесье, лесостепь, Карпаты | Уязвимый                   | [ 506 ] |
|                                                               | Осока буроватая (Carex brunnescens)                       | Единственное местонахождение в северо-восточной части левобережного Полесья | Исчезающий                 | [ 507 ] |
|                                                               | Осока влагалищная (Carex vaginata)                        | Альпийский пояс Карпат; север Центрального Полесья; северо-восток левобережного Полесья | Исчезающий                 | [ 508 ] |
|                                                               | Осока двудомная (Carex dioica)                            | Полесье (преимущественно Западное и Малое), Подолье, приднепровская левобережная лесостепь | Уязвимый                   | [ 509 ] |
|                                                               | Осока двуцветная (Carex bicolor)                          | Карпаты: альпийский и субальпийский пояса Черногоры | Исчезающий                 | [ 510 ] |
|                                                               | Осока Дэвелла (Carex davalliana)                          | Западное и Малое Полесье, в Расточье-Ополье, западная лесостепь, Карпаты и Прикарпатье | Уязвимый                   | [ 511 ] |
| Изображение                                                   | Осока Лахеналя (Carex lachenalii)                         | Карпаты: альпийский пояс Черногоры и Свидовца | Исчезающий                 | [ 512 ] |
|                                                               | Осока малоцветковая (Carex pauciflora)                    | Карпаты: Горганы, Свидовец, Черногора, Мармарошские и Чивчино-Гринявские горы, Центральное Полесье | Уязвимый                   | [ 513 ] |
|                                                               | Осока нижнетычинковая (Carex fuliginosa)                  | Карпаты: альпийский и субальпийский пояса | Редкий                     | [ 514 ] |
|                                                               | Осока обеднённая (Carex depauperata)                      | Крым: предгорная и горная юго-восточные части и Керченский полуостров | Редкий                     | [ 515 ] |
|                                                               | Осока плевельная (Carex loliacea)                         | Карпаты: Чивчино-Гринявские горы | Исчезающий                 | [ 516 ] |
|                                                               | Осока притуплённая (Carex obtusata)                       | Отдельные локалитеты в Расточье, Ополье, правобережном Полесье | Редкий                     | [ 517 ] |
| Изображение                                                   | Осока ржаная (Carex secalina)                             | Лесостепь и степь | Уязвимый                   | [ 518 ] |
|                                                               | Осока скальная (Carex rupestris)                          | Карпаты: массивы Боржава (гора Магура-Жиде), Черногора (горы Петрос, Большие Козлы, Шпицы, Смотрич), Чивчины (гора Гнетеса) | Редкий                     | [ 519 ] |
|                                                               | Осока стоповидная (Carex pediformis)                      | Расточье-Ополье, Донецкий кряж | Редкий                     | [ 520 ] |
|                                                               | Осока струннокорневищная (Carex chordorrhiza)             | На южной границе распространения: Полесье (преимущественно Западное), изредка в северной части лесостепи | Уязвимый                   | [ 521 ] |
|                                                               | Осока теневая (Carex umbrosa)                             | Спорадически в полесской и лесостепной зонах Правобережья (за исключением Закарпатской низменности), в Карпатах и в отдельных локалитетах северо-западного левобережного Полесья | Неоценённый                | [ 522 ] |
| Изображение                                                   | Осока Хоста (Carex hostiana)                              | Западное Полесье и Ополье | Уязвимый                   | [ 523 ] |
|                                                               | Осока шариконосная (Carex globularis)                     | Северо-восточная часть левобережного Полесья | Исчезающий                 | [ 524 ] |
|                                                               | Осока щетинистая (Carex strigosa)                         | Два эксклава: Ростоцко-Опольский и Закарпатский | Исчезающий                 | [ 525 ] |
| Изображение                                                   | Ситняг карниолийский (Eleocharis carniolica)              | Спорадически на Закарпатской низменности, редко в Прикарпатье, Расточье-Ополье и правобережном Полесье | Уязвимый                   | [ 526 ] |
| Изображение                                                   | Ситняг многостебельный (Eleocharis multicaulis)           | Вулканические Карпаты | Исчезнувший в природе      | [ 527 ] |
| Изображение                                                   | Ситняг острочешуйчатый (Eleocharis oxylepis)              | Северное Присивашье (побережье и острова Сиваша) | Исчезающий                 | [ 528 ] |
| Изображение                                                   | Ситняг сосочковый (Eleocharis mamillata)                  | Полесье и северная часть лесостепи | Уязвимый                   | [ 529 ] |
| Изображение                                                   | Схеноплект остроконечный (Schoenoplectus mucronatus)      | Причерноморье: на песчаной террасе низовья Днепра | Уязвимый                   | [ 530 ] |
| Изображение                                                   | Схенус ржавый (Schoenus ferrugineus)                      | Малое Полесье, Волынская возвышенность, Западное Подолье, Расточье, Закарпатье | Уязвимый                   | [ 531 ] |
| Изображение                                                   | Фимбристилис двухзонтичный (Fimbristylis bisumbellata)    | Причерноморье (песочная терраса низовья Днепра, для Крыма считается сомнительным видом) | Исчезающий                 | [ 532 ] |
| Семейство Рогозовые (Typhāceae)                               |                                                           | |                            |         |
|                                                               | Ежеголовник узколистный (Sparganium angustifolium)        | Известно единственное место в Украинских Карпатах (в отрогах Герешаска хребта Свидовец) | Исчезающий                 | [ 533 ] |
|                                                               | Рогоз малый (Typha minima)                                | Юго-западная часть степи (Килийская дельта Дуная) | Исчезающий                 | [ 534 ] |
| Семейство Ситниковые (Juncaceae)                              |                                                           | |                            |         |
| Изображение                                                   | Ситник круглоплодный (Juncus sphaerocarpus)               | Низовья Днепра: степные поды в Бугско-Днепровских (около Херсона, сёла Копани Белозерского района и Ивановна Бериславского района Херсонской области) и Днепровско-Молочанских (БЗ «Аскания-Нова») степных районах. Существуют также указания для Крыма и юго-востока Украины, однако гербарных образцов оттуда нет                                             | Исчезающий                 | [ 535 ] |
| Изображение                                                   | Ситник луковичный (Juncus bulbosus)                       | Правобережное Полесье, Закарпатье, одиночно — в других регионах правобережья | Уязвимый                   | [ 536 ] |
|                                                               | Ситник узловатый (Juncus subnodulosus)                    | Известно лишь два достоверных локалитета в верховьях реки Западный Буг | Исчезающий                 | [ 537 ] |
| Семейство Спаржевые (Asparagaceae)                            |                                                           | |                            |         |
| Изображение                                                   | Спаржа Палласа (Asparagus pallasii)                       | Крайний юг степи | Уязвимый                   | [ 538 ] |
| Семейство Тофилдиевые (Tofieldiaceae)                         |                                                           | |                            |         |
| Изображение                                                   | Тофильдия чашецветная (Tofieldia calyculata)              | Западное и Малое Полесье, Волынская возвышенность, Гологоро-Кременецкий кряж, Карпаты | Уязвимый                   | [ 539 ] |
| Семейство Частуховые (Alismatáceae)                           |                                                           | |                            |         |
|                                                               | Звездоплодник частуховый (Damasonium alisma)              | Причерноморская степь | Исчезающий                 | [ 540 ] |
|                                                               | Кальдезия белозоролистная (Caldesia parnassifolia)        | В XIX — первой трети XX века вид был распространён на Полесье: в поймах Днепра под Киевом, Сейма и в лесостепи по Днепру возле городов Переяслав, Золотоноша, по Северскому Донцу возле городов Волчанск, Балаклея и Харьков, но эти местонахождения исчезли. Сегодня вид известен в Цуманской пуще (Волынь)                                                    | Исчезающий                 | [ 541 ] |
| Семейство Шейхцериевые (Scheuchzeriáceae)                     |                                                           | |                            |         |
|                                                               | Шейхцерия болотная (Scheuchzeria palustris)               | Полесье, преимущественно запад, единичные местонахождения в лесостепи, Украинских Карпатах. Ряд местообитаний, особенно в Приднепровье, потеряно | Уязвимый                   | [ 542 ] |
| Семейство Ятрышниковые (Orchidáceae)                          |                                                           | |                            |         |
| Изображение                                                   | Анакамптис пахучий (Anacamptis fragrans)                  | Левобережная степь: Приазовская возвышенность, Кинбурнский полуостров, горный Крым | Уязвимый                   | [ 543 ] |
|                                                               | Анакамптис болотный (Anacamptis palustris)                | Карпаты, Полесье, лесостепь, степь (редко), Крым | Уязвимый                   | [ 544 ] |
|                                                               | Ятрышник клопоносный (Anacamptis coriophora)              | Во всех зонах, но неравномерно | Уязвимый                   | [ 545 ] |
|                                                               | Анакамптис рыхлоцветковый (Anacamptis laxiflora)          | Закарпатье, Карпаты, в лесостепи, степи, Крыму — очень редко | Уязвимый                   | [ 546 ] |
|                                                               | Анакамптис дремлик (Anacamptis morio)                     | Закарпатье, Карпаты (Горганы, Вулканический хребет, Чивчины, Черногора), Прикарпатье, Расточье, Ополье, Подолье, южное Полесье, лесостепь, Крым, по долинам рек — в степной зоне | Уязвимый                   | [ 547 ] |
|                                                               | Анакамптис пирамидальный (Anacamptis pyramidalis)         | Карпаты (хребет Струнгил, около с. Банилов-Подгорный Сторожинецкого района Черновицкой области) и горном Крыму | Уязвимый                   | [ 548 ] |
| Изображение                                                   | Анакамптис раскрашенный (Anacamptis picta)                | Степь (северное побережье Чёрного моря) и Крым | Уязвимый                   | [ 549 ] |
|                                                               | Бровник одноклубневый (Herminium monorchis)               | Карпаты, на Полесье, в лесостепь | Исчезающий                 | [ 550 ] |
|                                                               | Венерин башмачок настоящий (Cypripedium calceolus)        | Спорадически на Полесье, в лесостепи, Карпатах, Прикарпатье, горном Крыму | Уязвимый                   | [ 551 ] |
|                                                               | Гнездовка настоящая (Neottia nidus-avis)                  | Карпаты, Закарпатье, Полесье, в лесостепи, степи (север), горном Крыму | Неоценённый                | [ 552 ] |
|                                                               | Гудайера ползучая (Goodyera repens)                       | Карпаты, Расточье, на Полесье, Подолье (северо-запад), в горном Крыму | Уязвимый                   | [ 553 ] |
|                                                               | Дремлик болотный (Epipactis palustris)                    | Полесье, Карпаты, Расточье, Ополье, лесостепь, степь (по долинам крупных рек), горный Крым | Уязвимый                   | [ 554 ] |
|                                                               | Дремлик мелколистный (Epipactis microphylla)              | Горный Крым, ранее отмечали на Закарпатье и в Карпатах | Редкий                     | [ 555 ] |
|                                                               | Дремлик пурпурный (Epipactis purpurata)                   | Карпаты, Прикарпатье, Расточье, Подолье | Редкий                     | [ 556 ] |
|                                                               | Дремлик тёмно-красный (Epipactis atrorubens)              | Карпаты, Прикарпатье, Полесье, лесостепь, степь (редко) и горный Крым | Уязвимый                   | [ 557 ] |
|                                                               | Дремлик широколистный (Epipactis helleborine)             | Карпаты, лесная, лесостепная, степная (в лесах долин крупных рек) зоны, горный Крым | Неоценённый                | [ 558 ] |
|                                                               | Дремлик эльбский (Epipactis albensis)                     | Закарпатье | Редкий                     | [ 559 ] |
| Изображение                                                   | Кокушник густоцветковый (Gymnadenia densiflora)           | Карпаты (Восточные Бескиды и низкие долины, Черногора, Чивчино-Гринявские горы), Прикарпатье, очень редко на Расточье, Ополье, Полесье | Уязвимый                   | [ 560 ] |
|                                                               | Кокушник длиннорогий (Gymnadenia conopsea)                | Карпаты (до высоты 2000 м), Полесье, Расточье, Ополье, лесостепь, горный Крым | Уязвимый                   | [ 561 ] |
|                                                               | Кокушник душистый (Gymnadenia odoratissima)               | Преимущественно в Карпатах, на Ополье, Полесье, в лесостепи очень редко | Исчезающий                 | [ 562 ] |
|                                                               | Комперия крымская (Comperia comperiana)                   | Западная часть северного берега Крыма | Исчезающий                 | [ 563 ] |
|                                                               | Ладьян трёхнадрезный (Corallorhiza trifida)               | Карпаты, Расточье, Ополье, Полесье, правобережная лесостепь и горный Крым | Редкий                     | [ 564 ] |
|                                                               | Лимодорум недоразвитый (Limodorum abortivum)              | Горный и южный берег Крыма | Неоценённый                | [ 565 ] |
|                                                               | Липарис Лёзеля (Liparis loeselii)                         | Карпаты, Полесье, лесостепь, в степной зоне — по долинам рек | Уязвимый                   | [ 566 ] |
|                                                               | Любка двулистная (Platanthera bifolia)                    | Карпаты, Расточье, Ополье, Полесье, северная лесостепь, степь (очень редко), Крым | Неоценённый                | [ 567 ] |
|                                                               | Любка зелёноцветная (Platanthera chlorantha)              | Карпаты, Расточье, Ополье, Полесье, лесостепь, степь (редко), горный Крым | Неоценённый                | [ 568 ] |
|                                                               | Мякотница однолистная (Malaxis monophyllos)               | Карпаты (от низин до субальпийского пояса), Расточье, Полесье и лесостепь (изредка) | Уязвимый                   | [ 569 ] |
|                                                               | Надбородник безлистный (Epipogium aphyllum)               | Карпаты (Малая Уголька, Черногора, Покутско-Буковинские Карпаты), Буковинское Прикарпатье, Прут-Днестровское междуречье (Хотинская возвышенность), Северное Подолье, Среднее Приднепровье (около Киева) и горный Крым | Исчезающий                 | [ 570 ] |
|                                                               | Неотинея обожжённая (Neotinea ustulata)                   | Карпаты, Прикарпатье, Расточье, Ополье, Подолье (северная часть), Правобережное Полесье, лесостепь, степь (вдоль Днепра) | Исчезающий                 | [ 571 ] |
|                                                               | Неотинея трёхзубчатая (Neotinea tridentata)               | Горный Крым | Исчезающий                 | [ 572 ] |
|                                                               | Неоттианта клобучковая (Neottianthe cucullata)            | Полесье, Расточье, Ополье, правобережная лесостепь | Исчезающий                 | [ 573 ] |
| Изображение                                                   | Нигрителла карпатская (Nigritella carpatica)              | Чивчины — горная долина Прелуки (гора Василькова), хребет Чёрный Дол (урочища Слатина и Жупаны), Гринявские горы — хребет Яровец (урочище Слатина, перевал Джогуль) | Исчезающий                 | [ 574 ] |
|                                                               | Офрис крымская (Ophrys taurica)                           | Горный Крым | Исчезающий                 | [ 575 ] |
|                                                               | Офрис насекомоносная (Ophrys insectifera)                 | Расточье и Ополье, встречался изредка на Северном Подолье, в Прикарпатье, Внешних Карпатах, приводится для Закарпатской (Горганы) и Черновицкой (Прикарпатье) областей | Исчезающий                 | [ 576 ] |
|                                                               | Офрис оводоносная (Ophrys oestrifera)                     | Горный Крым (южный макросклон) | Исчезающий                 | [ 577 ] |
|                                                               | Офрис пчелоносная (Ophrys apifera)                        | Южный берег Крыма (от Севастополя до Ялты) | Исчезающий                 | [ 578 ] |
|                                                               | Пололепестник зелёный (Coeloglossum viride)               | Карпаты (от низин до субальпийского пояса), Ополье, Расточье и горный Крым | Редкий                     | [ 579 ] |
|                                                               | Псевдорхис беловатый (Pseudorchis albida)                 | Карпаты, Малое Полесье (юг Ровенской области) | Уязвимый                   | [ 580 ] |
|                                                               | Пыльцеголовник длиннолистный (Cephalanthera longifolia)   | Закарпатье, Карпаты, Полесье, лесостепь, горный Крым, степь (редко) | Редкий                     | [ 581 ] |
|                                                               | Пыльцеголовник красный (Cephalanthera rubra)              | Закарпатье, Карпаты, Полесье, лесостепь, горный Крым, степь (редко) | Редкий                     | [ 582 ] |
|                                                               | Пыльцеголовник крупноцветковый (Cephalanthera damasonium) | Карпаты, Полесье, Западное Подолье, лесостепь (редко), Крым | Редкий                     | [ 583 ] |
|                                                               | Ремнелепестник козий (Himantoglossum caprinum)            | Крым (от Севастополя до Кара-Дага) | Уязвимый                   | [ 584 ] |
|                                                               | Скрученник приятный (Spiranthes amoena)                   | Малое Полесье | Исчезающий                 | [ 585 ] |
|                                                               | Скрученник спиральный (Spiranthes spiralis)               | Расточье (местонахождение впервые найдено в 1966 году, город Добромиль Старосамборского района Львовской области, гора Лысая, подтверждено в 2004—2005 годах), новые находки на Закарпатье | Исчезающий                 | [ 586 ] |
|                                                               | Стевениелла сатириевидная (Steveniella satyrioides)       | Горный Крым | Исчезающий                 | [ 587 ] |
|                                                               | Тайник сердцевидный (Listera cordata)                     | Карпаты (Восточные Бескиды и низкие долины, Горганы, Свидовец, Черногора, Чивчины и Гринявские горы), Расточье, Ополье и Полесье (Словечанско-Овручский кряж) | Уязвимый                   | [ 588 ] |
|                                                               | Тайник яйцевидный (Listera ovata)                         | Карпаты, Расточье, Полесье, лесостепь, горный Крым (спорадически), степь (очень редко) | Неоценённый                | [ 589 ] |
|                                                               | Траунштейнера шаровидная (Traunsteinera globosa)          | Карпаты, Прикарпатье, Западное Полесье (редко), Западное и Центральное Подолье (редко), горный Крым | Уязвимый                   | [ 590 ] |
|                                                               | Хаммарбия болотная (Hammarbya paludosa)                   | Полесье, Карпаты, Прикарпатье, Расточье, лесостепь | Исчезающий                 | [ 591 ] |
|                                                               | Ятрышник бледный (Orchis pallens)                         | Горный Крым | Исчезающий                 | [ 592 ] |
|                                                               | Ятрышник бузинный (Dactylorhiza sambucina)                | Карпаты и Полесье | Уязвимый                   | [ 593 ] |
| Изображение                                                   | Ятрышник Ванькова (Orchis wanjkowii)                      | Эндемик, который растёт в западной части горного Крыма | Недостаточно известен      | [ 594 ] |
| Изображение                                                   | Ятрышник иберийский (Dactylorhiza iberica)                | Горный Крым (северо-западная часть) | Редкий                     | [ 595 ] |
|                                                               | Ятрышник майский (Dactylorhiza majalis)                   | Карпаты, Прикарпатье, лесная, лесостепная и степная (очень редко) зоны, южный макросклон горного Крыма | Редкий                     | [ 596 ] |
|                                                               | Ятрышник мелкоточечный (Orchis punctulata)                | Горный Крым | Исчезающий                 | [ 597 ] |
|                                                               | Ятрышник мужской (Orchis mascula)                         | Карпаты, Подолье, степь (редко), горный Крым (чаще) | Уязвимый                   | [ 598 ] |
|                                                               | Ятрышник мясо-красный (Dactylorhiza incarnata)            | Карпаты, лесная зона, лесостепь, степь (редко) и горный Крым | Уязвимый                   | [ 599 ] |
|                                                               | Ятрышник обезьяний (Orchis simia)                         | Горный Крым | Уязвимый                   | [ 600 ] |
|                                                               | Ятрышник прованский (Orchis provincialis)                 | Горный Крым (западная часть) | Исчезающий                 | [ 601 ] |
|                                                               | Ятрышник пурпурный (Orchis purpurea)                      | Карпаты (Свидовец, Вулканические Карпаты), Прикарпатье, Прут-Днестровское междуречье, Западное Подолье (Вороняки, Гологоры, Ополье), Волынская возвышенность и горный Крым | Уязвимый                   | [ 602 ] |
|                                                               | Ятрышник пятнистый (Dactylorhiza maculata)                | Карпаты, лесная и лесостепная зоны | Уязвимый                   | [ 603 ] |
|                                                               | Ятрышник римский (Dactylorhiza romana)                    | Лесная полоса горного Крыма | Уязвимый                   | [ 604 ] |
|                                                               | Ятрышник сердценосный (Dactylorhiza cordigera)            | Прикарпатье, Карпаты (Горганы, Свидовец, Черногора, Чивчино-Гринявские горы) | Уязвимый                   | [ 605 ] |
| Изображение                                                   | Ятрышник трансильванский (Dactylorhiza transsilvanica)    | Карпаты (Бескиды) | Исчезающий                 | [ 606 ] |
|                                                               | Ятрышник Траунштейнера (Dactylorhiza traunsteineri)       | Отдельные локалитеты в Закарпатье, Расточье, Полесье, левобережной лесостепи | Редкий                     | [ 607 ] |
| Изображение                                                   | Ятрышник украшенный (Orchis signifera)                    | Прикарпатье, Карпаты (Восточные Бескиды и низкие полонины, Горганы, Свидовец, Черногора, Чивчино-Гринявские горы, Мармарошские Альпы), Западное Подолье, горный Крым (возможно ошибочно) | Исчезающий                 | [ 608 ] |
|                                                               | Ятрышник Фукса (Dactylorhiza fuchsii)                     | Карпаты (Восточные Бескиды и Низкие полонины, Черногора, Вулканические Карпаты, до 1380 м), Прикарпатье, Расточье, Ополье, Полесье, северная часть лесостепи, степь (Харьковская, Луганская области) | Неоценённый                | [ 609 ] |
|                                                               | Ятрышник шлемоносный (Orchis militaris)                   | Карпаты, Расточье, Ополье, правобережное Полесье, лесостепь, степь (север), горный Крым | Уязвимый                   | [ 610 ] |

## Сосудистые растения, исключённые из «Красной книги»
- Арника горная (Arnica montana)
- Астранция крупная (Astrantia major)
- Валериана двудомная (Valeriana dioica)
- Василёк карпатский (Centaurea carpatica)
- Василёк красноцветковый (Centaurea rubriflora)
- Дрок донской (Genista tanaitica)
- Ива сетчатая (Salix reticulata)
- Льнянка песчаная (Linaria sabulosa)
- Люцерна скальная (Medicago rupestris)
- Морозник чёрный (Helleborus niger)
- Мятлик Дейла (Poa deylii)
- Мятлик разноцветный (Poa versicolor)
- Наперстянка шерстистая (Digitalis lanata)
- Остролодочник карпатский (Oxytropis carpatica)
- Очеретник бурый (Rhynchospora fusca)
- Пажитник смирнский (Trigonella smyrnea)
- Птерис критский (Pteris cretica)
- Смолёвка Сырейщикова[611] (Silene syreistschikowii)
- Спаржа прибрежная (Asparagus litoralis)
- Тимьян ложногранитный (Thymus pseudograniticus)
- Шафран весенний (Crocus vernus)

## Комментарии
1. 1 2 3 4 5 6 7 8 9 10 11 12 13 14 15 16 17 18 19 20 21 22 23 24 25 26 27 28 29 30 31 32 33 34 35 36 37 38 39 40 41 42 43 44 45 46 47 48 49 50 51 52 53 54 55 56 57 58 59 60 61 62 63 64 65 66 67 68 69 70 71 72 73 74 75 76 77 78 79 80 81 82 83 84 85 86 87 88 89 90 91 92 93 94 95 96 97 98 99 100 101 102 103 104 105 106 107 108 109 110 111 112 113 114 115 116 117 118 119 120 121 122 123 124 125 126 127 128 129 130 131 132 133 134 135 136 137 138 139 140 141 142 143 144 145 146 147 148 149 150 151 152 153 154 155 156 157 158 159 160 161 162 163 164 165 166 167 168 169 170 171 172 173 174 175 176 177 178 179 180 181 182 183 184 185 186 187 188 189 190 191 192 193 194 195 196 197 198 199 200  Бо́льшая часть Крымского полуострова с 2014 года является объектом территориальных разногласий между Россией, контролирующей спорную территорию, и Украиной, в пределах признанных большинством государств — членов ООН границ которой спорная территория находится. Согласно федеративному устройству России, на спорной территории Крыма располагаются субъекты Российской Федерации — Республика Крым и город федерального значения Севастополь. Согласно административному делению Украины, на спорной территории Крыма располагаются регионы Украины — Автономная Республика Крым и город со специальным статусом Севастополь.